# Лауреаты Государственной премии СССР в области науки и техники (1981—1985)
Список лауреатов Государственной премии СССР в области науки и техники в период с 1981 по 1985 год.

## 1981

### В области науки
1. Александров, Андрей Фёдорович, профессор МГУ имени М. В. Ломоносова; Захаров, Алексей Иванович, ст. н. с. НИИЯФММ; Николаев, Фридрих Алексеевич, Борович, Борис Львович, Петров, Николай Николаевич, ст. н. с., Розанов, Владислав Борисович, Рухадзе, Анри Амвросьевич, зав. секторами, сотрудники ФИАН имени П. Н. Лебедева; Козлов, Николай Иванович, зав. кафедрой, Протасов, Юрий Степанович, профессор МВТУ имени Н. Э. Баумана; Подмошенский, Иван Васильевич, нач. лаборатории ГОИ имени С. И. Вавилова; Попов, Юрий Петрович, зам. директора МИАН имени В. А. Стеклова; Азизов, Энглен Атакузиевич, нач. отдела ИАЭ имени И. В. Курчатова, — за цикл работ по физике сильноточных излучающих разрядов
2. Афросимов, Вадим Васильевич, зав. лабораторией, Березовский, Евгений Львович, Зиновьев, Александр Николаевич, Извозчиков, Александр Борисович, мл. н. с., Гордеев, Юрий Сергеевич, Петров, Михаил Петрович, Кисляков, Анатолий Иосифович, ст. н. с. ФТИАН имени А. Ф. Иоффе; Днестровский, Юрий Николаевич, нач. лаборатории, Заверяев, Виктор Семёнович, мл. н. с., Стрелков, Вячеслав Сергеевич, нач. отдела ИАЭ имени И. В. Курчатова; Костомаров, Дмитрий Павлович, профессор МГУ имени М. В. Ломоносова, — за цикл работ «Корпускулярная диагностика высокотемпературной плазмы» (1970—1979)
3. Балакин, Владимир Алексеевич, Зеленский, Константин Фёдорович, Лагунов, Виктор Михайлович, Фёдоров, Владимир Михайлович, ст. н. с. ИЯФ СО АН СССР; Бабыкин, Михаил Васильевич, нач. лаборатории, Рудаков, Леонид Иванович, Смирнов, Валентин Пантелеймонович, нач. отделов ИАЭ имени И. В. Курчатова; Гусев, Олег Александрович, зам. директора, Печерский, Олег Петрович, нач. отдела НИИЭФА имени Д. В. Ефремова; Ковальчук, Борис Михайлович, зав. отделом ИСЭ СО АН СССР; Коломенский, Андрей Александрович, зав. лабораторией, Яблоков, Борис Николаевич, ст. н. с. ФИАН имени П. Н. Лебедева, — за цикл работ по разработке научно-технических основ и созданию мощных импульсных электронных ускорителей с водяной изоляцией
4. Михалевич, Владимир Сергеевич, руководитель работы, академик АН УССР, зам. директора, Бакаев, Александр Александрович, Ермольев, Юрий Михайлович, Сергиенко, Иван Васильевич, ч.-к. АН УССР, Волкович, Виктор Леонидович, Пшеничный, Борис Николаевич, Шкурба, Виктор Васильевич, зав. отделами, Шор, Наум Зуселевич, ст. н. с., работники ИК АН УССР, — за цикл работ по созданию и широкому внедрению современных математических методов оптимизации (1962—1979)
5. Фаддеев, Дмитрий Константинович, ч.-к. АН СССР, зав. лабораторией, Фаддеева, Вера Николаевна, ст. н. с. ЛО МИАН имени В. А. Стеклова, — за цикл работ по вычислительным методам линейной алгебры (1950—1977)
6. Новосёлова, Александра Васильевна, зав. лабораторией, Герасимов, Яков Иванович, ч.-к. АН СССР, зав. кафедрой, Воронин, Геннадий Фёдорович, зав. лабораторией, Зломанов, Владимир Павлович, зам. зав. лабораторией, Поповкин, Борис Александрович, ст. н. с. МГУ имени М. В. Ломоносова; Глазов, Василий Михайлович, зав. кафедрой, Пашинкин, Андрей Сергеевич, профессор МИЭТ; Кузнецов, Фёдор Андреевич, зам. директора ИНХ СО АН СССР; Лазарев, Владислав Борисович, зав. лабораторией ИОНХАН имени Н. С. Курнакова; Регель, Анатолий Робертович, зав. лабораторией ФТИАН имени А. Ф. Иоффе; Угай, Яков Александрович, зав. кафедрой ВГУ имени Ленинского комсомола, — за цикл исследований по химической термодинамике полупроводников
7. Русанов, Анатолий Иванович, руководитель лаборатории ЛГУ имени А. А. Жданова, — за цикл работ по физической химии поверхностных явлений
8. Алюшинская, Нина Михайловна, бывший ст. н. с., Воскресенский, Константин Петрович, Дроздов, Олег Алексеевич, ст. н. с., Соколов, Алексей Александрович, директор ГГИ; Иванов, Владимир Владимирович, руководитель отдела ААНИИ; Корзун, Валентин Игнатьевич, зам. председателя ГК СССР по гидрометеорологии и контролю природной среды; Шарова, Валерия Яковлевна, бывший ст. н. с. ГГО имени А. И. Воейкова; Калинин, Геннадий Павлович, ч.-к. АН СССР; Олексюк, Дмитрий Викторович — за монографию «Мировой водный баланс и водные ресурсы Земли» (1974)
9. Тахтаджян, Армен Леонович, директор БИАН имени В. Л. Комарова, — за монографию «Флористические области Земли» (1978)
10. Бромлей, Юлиан Владимирович, руководитель работы, директор, Терентьева, Людмила Николаевна, зам. директора, Гурвич, Илья Самуилович, зав. отделом, Козлов, Виктор Иванович, зав. лабораторией, Жданко, Татьяна Александровна, Чистов, Кирилл Васильевич, зав. секторами, Ганцкая, Ольга Андреевна, Станюкович, Татьяна Владимировна, ст. н. с., Маслова, Гали Семёновна, консультант ИЭАН имени Н. Н. Миклухо-Маклая, — за монографию «Современные этнические процессы в СССР» (1977)
11. Черепнин, Лев Владимирович (посмертно) — за цикл работ «Образование развитие русского централизованного государства» (1948—1978)
12. Абаев, Василий Иванович, консультант ИЯАН, — за научный труд «Историко-этимологический словарь осетинского языка» (т. 1, 1958; т. 2, 1973; т. 3, 1979)
13. Тесленко, Ольга Панкратьевна; Стриганов, Василий Михайлович, зам. министра культуры РСФСР, руководители работы; Данилова, Ольга Владимировна, Иванова, Светлана Павловна, Ханджян, Ириса Гевондовна, ст. н. с., Журжалина, Нина Платоновна, зав. отделом, Беневоленская, Антонина Васильевна, Землянская, Валентина Григорьевна, Романникова, Екатерина Петровна, бывшие н. с. сотрудники ГБ СССР имени В. И. Ленина; Панов, Александр Алексеевич, зав. отделом библиотеки АН СССР; Науменко, Галина Флорентьенва, бывший гл. библиотекарь, Парийский, Вадим Львович, зав. отделом ГПБ имени М. Е. Салтыкова-Щедрина, — за цикл работ «Библиотечно-библиографическая классификация» (1960—1978)
14. Калинина, Ида Павловна, руководитель работы, ч.-к. ВАСХНИЛ, директор, Прокофьев, Михаил Андреевич, Хабаров, Станислав Николаевич, зав. отделами, Пантелеева (Миргарина), Елизавета Ивановна, Стрельцов, Фёдор Фёдорович, Шишкина, Екатерина Евгеньевна, зав. лабораториями, Никонова, Ольга Агафоновна, Плетнёва, Тамара Михайловна, ст. н. с., Наумов, Алексей Константинович, гл. агроном ОПХ «Барнаульское», сотрудники НИИСС имени М. А. Лисавенко СО ВАСХНИЛ; Лисавенко, Михаил Афанасьевич (посмертно), академик ВАСХНИЛ, — за вгнедрение облепихи в культуру
15. Нечаева, Нина Трофимовна, руководитель работы, академик АН Туркменской ССР, научный консультант; Мухаммедов, Гелди, зав. лабораторией, Приходько, Сергей Яковлевич, ст. н. с., Бабаев, Агаджан Гельдиевич, ч.-к. АН СССР, бывший директор Института пустынь АН Туркменской ССР; Пиркулиев, Ягшымамед, директор совхоза «Калаи-Мор» Кушкинского района Туркменской ССР; Саидов, Джура Камалович, директор института, Момотов, Иван Фёдорович, зав. Кызылкумской пустынной станции, сотрудники ИБ АН Узбекской ССР; Шамсутдинов, Зебри, зам. директора, Чалбаш, Рустем, зав. отделом, Атакурбанов, Инклаб Бадалович, директор ГПЗ «Карнаб», сотрудники ВНИИ каракулеводства; Петров, Михаил Платонович, академик АН Туркменской ССР; Сергеева, Галина Александровна, биолог-ботаник, — за разработку научных основ и технологии обогащения пустынных пастбищ, широкое внедрение их в практику каракулеводства Средней Азии
16. Саркисов, Донат Семёнович, руководитель работы, ч.-к. АМН СССР, зав. отделом, Втюрин, Борис Викторович, зав. лабораторией, Пальцын, Александр Александрович, ст. н. с. ИХ имени А. В. Вишневского АМН СССР, — за цикл работ «Ультраструктурные основы коменсаторно-приспособительных процессов» (1967—1977)
17. Земсков, Евгений Михайлович, доктор физико-математических наук, — за разработку новых образцов техники.

### В области техники
1. Плотников, Владимир Семёнович, нач. партии Московской ГРЭ, Пустошилов, Виктор Андреевич, нач. Средне-Волжской ГРЭ, Сафронов, Григорий Григорьевич, нач. Ивановской ГРЭ, Бобрышев, Александр Тихонович, ст. гидрогеолог, работники ПГО центральных районов; Боревский, Борис Владимирович, ст. н. с., Плотников, Николай Алексеевич, профессор-консультант, Язвин, Леонид Семёнович, зав. лабораторией, Куликов, Геннадий Васильевич, директор, сотрудники ВНИИГИГ; Джакелов, Абдикаппар Кенжебаевич, ген. директор Казахского ПГО по гидрогеологическим работам; Плотников, Николай Иванович, профессор МГУ имени М. В. Ломоносова; Рынский, Лев Ниселевич, гл. инженер проектов ГРИ по проектированию коммунальных водопроводов и канализаций; Ходжибаев, Нариман Назруллаевич — за разработку теоретических основ и методики разведки пресных подземных вод и их внедрение, обеспечившие эффективное решение проблемы водоснабжения крупных городов и промышленных центров СССР
2. Быкадоров, Владимир Стефанович, зам. директора ВНИГРИУМ; Дикий, Иван Петрович, нач. участка партии, Переводова, Анна Фёдоровна, ст. геолог партии, Рубанов, Николай Иванович, гл. геолог партии Ивановской ГРЭ, Савченко, Елизавета Захаровна, ст. геолог партии комплексной тематической экспедиции, Коханчик, Константин Лукич, бывший ст. геолог отдела, работники Красноярского ПГО; Косарев, Василий Васильевич, гл. геолог Алтайской ГРП ВГО «Союзуглегеология»; Селятицкий, Георгий Александрович, ген. директор, Павленко, Надежда Павловна, гл. гидрогеолог, Поздняков, Геннадий Германович, гл. геолог Мартангинской ГРЭ; Пономарёв, Владимир Вениаминович, бывший гл. инженер, Ситникова, Александра Ивановна, бывший ст. геолог партии Северо-Кузбасской ГРЭ, работники Западно-Сибирского ПГО, — за разведку и подготовку к широкому промышленному освоению топливной сырьевой базы КАТЭК
3. Струнников, Владимир Александрович, руководитель работы, ч.-к. АН СССР, зав. лабораторией ИБРАН имени Н. К. Кольцова; Банокин, Михаил Борисович, гл. селекционер Самаркандской племенной шелководческой станции; Ежков, Борис Андреевич, нач. отдела Ферганской племенной шелководческой станции; Насириллаев, Убайдулла, директор САНИИШ САО ВАСХНИЛ; Таджиев, Эркин Хусанович, зам. МСХ УзССР, — за разработку и внедрение способа массового отбора племенных коконов тутового шелкопряда
4. Аксёнов, Валентин Иванович, доцент УПИ имени С. М. Кирова; Бобылёв, Юрий Владимирович, зам. нач. цеха, Коробов, Александр Григорьевич, гл. инженер, Ожиганов, Владимир Сергеевич, директор, Попов, Геннадий Николаевич, нач. цеха, Радин, Феликс Александрович, нач. ЦЛ, Шалаев, Павел Борисович, зам. гл. энергетика, работники ВИМЗ; Парвов, Анатолий Васильевич, гл. гидротехник управления МЧМ СССР; Плахотин, Игорь Сергеевич, гл. инженер УГИ по проектированию металлургических заводов; Юркин, Владимир Семёнович, ст. инженер Свердловского НИИХМ, — за разработку и внедрение безотходной системы водного хозяйства цеха холодной прокатки ВИМЗ с целью охраны окружающей природной среды
5. Белясов, Николай Васильевич, нач., Санцевич-Попова, Бронислава Адамовна, зам. нач. управления птицеводческой промышленности МСХ БССР; Дубовский, Константин Николаевич, директор, Леонченко, Михаил Григорьевич, гл. технолог, Шаплыко, Леонид Андреевич, гл. экономист, Белая, Анна Иосифовна, бригадир птицефабрики «1-я Минская»; Гаврикова, Валентина Петровна, птичница-оператор птицефабрики «Дубовляны», работники Минского ПО по птицеводству
6. Кротков, Фёдор Григорьевич, руководитель работы, академик АМН СССР, консультант ЦИУВ; Брегер, Александр Хононович, зав. лабораторией, Ларичев, Анатолий Васильевич, зав. лабораторией филиала НИИФХИ имени Л. Я. Карпова; Гусев, Николай Григорьевич, зав. лабораторией Института биофизики; Иванов, Виктор Иванович, зав. кафедрой, Машкович, Вадим Павлович, профессор МИФИ; Кодюков, Валентин Михайлович, зам. директора ВНИИРТ; Чистов, Евгений Дмитриевич, зав. лабораторией, Партолин, Олег Фёдорович, ст. н. с. ВЦНИОТ; Рамзаев, Павел Васильевич, директор ЛНИИРГ; Сивинцев, Юрий Васильевич, нач. лаборатории ИАЭ имени И. В. Курчатова, — за цикл работ по обеспечению радиационной безопасности при использовании источников ионизирующих излучений в народном хозяйстве
7. Плотников, Николай Алексеевич, руководитель работы, руководитель отделения, Никитин, Александр Александрович, ст. н. с. МОНИКИ имени М. Ф. Владимирского; Бажанов, Николай Николаевич, зав. кафедрой, Тер-Асатуров, Геннадий Парисович, зав. лабораторией, сотрудники 1 ММИ имени И. М. Сеченова; Лаврищева, Галина Ивановна, зав. отделением ЦНИИТО имени Н. Н. Приорова; Аржанцев, Павел Захарович, нач. отделения ГВКГ имени академика Н. Н. Бурденко; Сысолятин, Павел Гаврилович, зав. кафедрой НГМИ, — за разработку методов реконструктивной хирургии нижней челюсти и височно-нижнечелюстного сустава с целью восстановления анатомической целостности и функции жевательного аппарата
8. Скобелкин, Олег Ксенофонтович, руководитель работы, Брехов, Евгений Иванович, зав. лабораторией, Башилов, Виталий Петрович, ст. н. с., работники ЦНИЛ 4 ГУ МЗ СССР; Вишневский, Александр Александрович, зам. директора ИХ имени А. В. Вишневского АМН СССР; Малышев, Борис Николаевич, нач. лаборатории, Салюк, Виктор Афанасьевич, ведущий инженер, Алейников, Владислав Сергеевич, нач. отдела, сотрудники НИИ; Ларюшин, Александр Иванович, зам. директора завода; Плетнёв, Сергей Дмитриевич, руководитель отделения МНИОИ имени П. А. Герцена, — за создание, развитие и внедрение в клиническую практику новых лазерных хирургических средств и новых лазерных методов хирургического лечения в абдоминальной, гнойной и пластической хирургии
9. Чипенс, Гунар Игнатьевич, ч.-к. АН Латвийской ССР, директор, Клуше, Вия-Зайга Екабовна, зав. лабораторией, Мутулис, Феликс Казимирович, мл. н. с., Павар, Айгар Павлович, нач. цеха, Шталберг, Айна Жановна, ст. инженер-технолог, работники экспериментального завода, сотрудники ИОС АН Латвийской ССР; Титов, Михаил Иванович, руководитель работы, зав. лабораторией, Беспалова, Жанна Дмитриевна, ст. н. с., работники ВКНЦ АМН СССР, — за исследование, разработку методов синтетического получения и организацию производства пептидных биорегуляторов.
10. Арутюнов, Рафаэль Нждеевич, зам. МТТМ СССР; Дураченко, Михаил Иванович, директор, Жовтобрюх, Григорий Демьянович, гл. конструктор ДВСЗ имени газеты «Правда»; Капустянова, Неля Константиновна, инженер-конструктор I категории; Швец, Анатолий Владимирович, гл. конструктор вагоностроения, Юревич Эдуард Фрицевич, зам. гл. технолога, работники КВСЗ; Кузьмич, Леонид Дмитриевич, зам. директора, Ребенок, Анатолий Георгиевич, зам. зав. отделом ВНИИ вагоностроения; Осадчук, Григорий Иванович, гл. инженер управления МПС СССР; Рыбалка, Алексей Фёдорович, нач. подотдела Госплана СССР; Хоружий, Анатолий Алексеевич, электросварщик СВСЗ; Авраменко, Владимир Павлович, зав. отделом ВНИПТИ вагоностроения, — за разработку, создание и внедрение семейства саморазгружающихся вагонов-хопперов для перевозки сыпучих грузов
11. Ершов, Гений Степанович, руководитель работы, гл. конструктор, Долбежкин, Александр Дмитриевич, директор, Кайдошко, Эдуард Антонович, Принц, Илья Моисеевич, нач. КБ, Суворов, Геннадий Петрович, Узилевская, Инесса Алексеевна, руководители групп КБ, Уткин, Борис Сергеевич, нач. цеха, Чупрынин, Леонид Петрович, слесарь-сборщик, работники ЛЗПМ; Занин, Валентин Александрович, директор ЧПК; Ершов, Анатолий Максимович, зам. ММЛППБП СССР; Кабо, Евгений Рафаилович, зав. сектором, Ремизов, Юрий Борисович, зав. отделом, работники ВНИИПМ, — за создание и освоение серийного производства комплекса фотонаборного оборудования «Каскад», обеспечившего внедрение прогрессивной технологии фотонабора в полиграфическую промышленность
12. Карпухин, Владимир Александрович, директор, Козин, Артур Александрович, нач. группы КБ, Линьков, Александр Александрович, Мазовер, Иосиф Семёнович, нач. КБ, Марутов, Роберт Оганесович, гл. технолог, Яворчук, Виктор Николаевич, зам. директора, Муравьёв, Григорий Вениаминович, бригадир электросварщиков, Луненко, Григорий Иванович, бывший зам. гл. инженера, работники ЛЗПТО имени С. М. Кирова; Лавриненко, Михаил Сергеевич, зам. директора ЛССЗ имени А. А. Жданова; Полищук, Владимир Иванович, нач. управления Норильского ГМК имени А. П. Завенягина; Бабий, Юрий Петрович, гл. инженер управления ММФ СССР; Старостин, Роберт Михайлович, ст. мастер Балтийского завода имени С. Орджоникидзе, — за разработку конструкций, освоение серийного производства и внедрение в эксплуатацию портальных кранов, обеспечивших прогрессивные методы механизации работ в судостроении, на предприятиях морского флота и других отраслей народного хозяйства
13. Котельников, Борис Дмитриевич, гл. инженер ПО «Уралмаш»; Бойко, Генрих Харитонович, гл. конструктор, Фастовский, Мордух Хаимович, нач. КБ, работники НИИТМ того же объединения; Граур, Иван Филиппович, нач., Булычёв, Василий Васильевич, нач. отдела ВПО горнорудных предприятий; Онищенко, Александр Емельянович, директор Соколово-Сарбайского ГОК имени В. И. Ленина; Потапов, Александр Иванович, директор Михайловского ГОК; Попов, Фёдор Ульянович, гл. инженер, Пилинский, Георгий Иванович, гл. конструктор проекта, сотрудники НИПИ по обогащению и агломерации руд чёрных металлов; Круглов, Фирс Александрович, ведущий инженер ПТП «Уралэнергочермет»; Мардашов, Владимир Павлович, зам. ММССР СССР; Майзель, Герш Моисеевич, зав. отделом ВНИИМТТ, — за создание и внедрение гаммы обжиговых машин для производства в широких промышленных масштабах окатышей из тонкоизмельчённых железорудных концентратов
14. Власов, Юрий Николаевич, гл. конструктор комплекса, Волков, Анатолий Николаевич, Киселёв, Игорь Леонидович, нач. отделов, Тихомиров, Болеслав Владимирович, гл. конструктор, Ухалкин, Игорь Иванович, зам. гл. инженера, работники ЛЦКПБ; Филиппов, Юрий Сергеевич, гл. строитель, Марков, Андрей Яковлевич, зам. гл. конструктора, Орлов, Валентин Алексеевич, монтажник, работники Херсонского ССПО имени 60-летия Ленинского комсомола; Калинин, Леонид Егорович, механик-наставник ЧМП; Щёголев, Анатолий Андреевич, нач. отдела, Старостин, Виктор Михайлович, зам. нач. управления, Юницын, Борис Алексеевич, зам. ММФ СССР, — за создание и внедрение на морских транспортных судах типового комплекса систем автоматизации технических средств «Залив» для решения социально-экономических задач развития флота
15. Ивоботенко, Борис Алексеевич, профессор, Ильинский, Николай Федотович, зав. кафедрой, Мелкумов, Георгий Ашотович, ст. н. с., Соломахин, Дмитрий Васильевич, директор опытного завода, сотрудники МЭИ; Зенькович, Василий Александрович, нач. отделения, Ярош, Анатолий Владимирович, нач. отдела, Ляшук, Юрий Фёдорович, нач. лаборатории, Филиппович, Евгений Владимирович, ведущий конструктор, Белявский, Евгений Иванович, ведущий инженер, работники КБТЭМ (НПО «Планар»); Булаев, Александр Антонович, гл. инженер завода, Сазонов, Александр Афанасьевич, зав. кафедрой МИЭТ; Гониашвили, Элизбар Семёнович, доцент ГПИ имени В. И. Ленина, — за разработку новых принципов, конструкций, технологии производства многокоординатных электроприводов и создание на их основе нового покполения прецизиозного приборного оборудования
16. Наумов, Борис Николаевич, руководитель работы, ч.-к. АН СССР, директор, Филинов, Евгений Николаевич, зам. директора, Глухов, Юрий Никитович, Кабалевский, Александр Николаевич, Семик, Валентин Петрович, зав. отделами, сотрудники ИНЭУМ; Незабитовский, Аполлинарий Фёдорович, ген. директор, Афанасьев, Виля Антонович, нач. СКБ, Забара, Станислав Сергеевич, зам. ген. директора, работники КПО «Электронмаш» имени В. И. Ленина; Талов, Игорь Леонидович, директор завода ПО «Электроника»; Федорин, Владимир Порфирьевич, директор МОЗ «Энергоприбор»; Смирнов, Евгений Борисович, нач. ВПО по производству УЭВКМ, — за разработку и организацию серийного производства комплексов технических и программных средств СМ 3 и СМ 4 международной системы малых ЭВМ (СМ ЭВМ)
17. Рябов, Виталий Захарович, руководитель работы, директор, Тимошук, Сергей Григорьевич, гл. инженер, Кононов, Василий Лаврентьевич, зам. гл. технолога, работники Лысьвенского ТГЗ, Глазков, Владимир Петрович, Флейман, Эльмар Юлиусович, зав. отделами, Рябенко, Евгений Иванович, ведущий конструктор, работники СПКТТБТЭМ при том же заводе; Логинов, Сергей Иванович, зав. лабораторией ВНИИЭМ; Обухов, Виталий Арсеньевич, ст. н. с. НИПКТИ ЛПЭМСО «Электросила» имени С. М. Кирова; Кудинов, Василий Дмитриевич, нач. управления МНП СССР; Поконов, Николай Захарович, гл. специалист ГИПМТ; Трубачёв, Сергей Георгиевич, зам. директора ВНИПТИЭИМФД; Матюков, Василий Елисеевич, инженер-электрик, — за разработку, создание и внедрение новых синхронных неявнополюсных электродвигателей серии СТД мощностью от 630 до 12 500 кВт, напряжением 6 и 10 кВ для нефтяной, газовой, химической, металлургической промышленности и других отраслей народного хозяйства
18. Вяхирев, Рем Иванович, гл. инженер ВПО по добыче газа в Оренбургской области, Чакубаш, Владимир Григорьевич, гл. инженер проектов ГНИПКИ «Южниигипрогаз», Хутиев, Александр Петрович, гл. инженер управления МСПНГП СССР, Качко, Владимир Васильевич, нач. Оренбургского МУ треста «Южуралэлектромонтаж», Бузинов, Станислав Николаевич, нач. отдела, Карпов, Анатолий Константинович, руководитель лаборатории, работники ВНИИПГ; Зайцев, Конкордий Иванович, зам. директора ВНИИСМТ; Орлов, Василий Васильевич, нач. управления МЭЭ СССР; Александров, Александр Петрович, инженер-гидростроитель; Ярмуш, Виктор Иванович, инженер-строитель, — за создание крупного промышленного комплекса по добыче и переработке сероводородосодержащего газа на базе Оренбургского ГКМ
19. Ковалевская, Виктория Ионовна, Иванов, Сергей Константинович, Пастернак, Ксения Фёдоровна, гл. конструкторы проектов, Раскин, Иосиф Александрович, Бочаров, Константин Петрович, зав. отделами, работники Донецкого ГПКЭИКМШ; Пак, Витольд Витольдович, зав. кафедрой ДПИ; Бабак, Григорий Алексеевич, зав. отделом ВНИИГМ имени М. М. Фёдорова; Брусиловский, Иосиф Вениаминович, нач. сектора ЦАГИ имени профессора Н. Е. Жуковского; Герасимов, Вадим Петрович, зам. МУП СССР; Сидоренко, Виталий Александрович, зам. нач. управления МУП УССР; Давлюд, Иван Михайлович, гл. конструктор проектов НИПКТИУГМ; Сидорович, Николай Васильевич, бригадир слесарей-сборщиков Донецкого МСЗ имени Ленинского комсомола Украины, — за разработку, освоение производства и внедрение ряда мощных вентиляторов для высокопроизводительных труднопроветриваемых горных предприятий
20. Белкин, Александр Сергеевич, нач. отдела, Бойко, Михаил Гаврилович, гл. инженер ЭПК, Цейтлин, Марк Аронович, нач. ЦЗЛ, работники НПО «Тулачермет»; Волков, Юрий Павлович, гл. специалист МЧМ СССР; Красавин, Бронислав Сергеевич, зам. гл. инженера, Петров, Геннадий Борисович, нач. ЦМЛ, Сайкин, Валерий Тимофеевич, Яковенко, Аркадий Фёдорович, зам. ген. директора, работники Московского автозавода имени И. А. Лихачёва, — за разработку и освоение производства гаммы высококачественных синтетических литейных чугунов для машиностроения, полученных на основе передельного чугуна
21. Резниченко, Владлен Алексеевич, руководитель работы, зав. лабораторией, Карязин, Иринарх Александрович, ст. н. с. ИМАН имени А. А. Байкова; Асафьев, Виктор Васильевич, Рейнгач, Михаил Шулимович, гл. специалисты отделов ВНИПИ титана; Быстренин, Михаил Никандрович, ст. технолог цеха, Садок, Владимир Александрович, ст. мастер, Смирнов, Анатолий Андреевич, ст. плавильщик, работники ЗТМК; Бирюков, Григорий Кузьмич, ст. плавильщик, Жачкин, Валерий Николаевич, нач. цеха, работники БТМК; Денисов, Сергей Иванович, доцент ЗИИ; Киприч, Николай Андреевич, зам. нач. цеха УКТМК имени 50-летия Октябрьской революции; Чибисов, Георгий Афанасьевич, гл. механик КСЗ— за решение проблемы получения искусственного титанового сырья с заданными технологическими свойствами и защиты окружающей среды на основе комплексного использования рудных концентратов и отходов производства
22. Бодров, Анатолий Петрович, нач., Татаринович, Константин Станиславович, бригадир проходчиков СМУ-15, Горышин, Владимир Всеволодович, гл. инженер, Шестов, Павел Константинович, гл. механик, работники управления строительства Ленинградского метрополитена; Власов, Сергей Николаевич, гл. инженер, Иванов, Вячеслав Георгиевич, зав. отделом СКТБ, работники ГУ по строительству тоннелей и метрополитенов; Гуцко, Владимир Антонович, гл. специалист ЛГПИИ «Ленметрогипротранс»; Полянцев, Вениамин Александрович, гл. инженер ВПОГМ; Карцев, Алексей Константинович, гл. инженер Ясиноватского МСЗ; Недзвецкий, Григорий Абрамович, Фишман, Иосиф Давыдович, зав. отделами Ясиноватского филиала ГПКЭИОО; Шляпин, Кирилл Борисович — за разработку и внедрение технологии проходки и высокопроизводительного комплекса машин и механизмов, обеспечивших скоростное строительство тоннелей метрополитена в устойчивых грунтах
23. Бунин, Владимир Анатольевич, гл. инженер проекта ГПИ «Промстройпроект»; Васильев, Лев Константинович, нач. ТГУ по строительству в Липецкой области; Сухоруков, Александр Ефимович, нач. отдела ГСИПМЗ; Миллер, Виктор Яковлевич, нач. отдела, Толоконников, Владимир Герасимович, гл. инженер проекта, работники ЦНИПИСМК; Пашков, Иван Ипполитович, гл. инженер СТ «Юговостокстальконструкция»; Сульман, Леонард Абрамович, гл. инженер ЦПКБ по системам автоматизации производства; Хорошавин, Владимир Иванович, зам. директора, Кравченко, Николай Андреевич, ст. горновой, Голошубов, Алексей Иванович, мастер печи, работники НЛМЗ, — за скоростное строительство, досрочное освоение проектной мощности и достижение высоких технико-экономических показателей доменной печи № 6 НЛМЗ
24. Баскакова, Светлана Петровна, ткачиха Вичугской ПТФ имени В. П. Ногина; Жуков, Вячеслав Степанович, директор ГИППЛП; Злобин, Леонид Константинович, директор ТФ «Солидарность»; Егоров, Николай Васильевич, зам. директора Ивановского НИИХБП; Михайленко, Людмила Игоревна, прядильщица Фурмановской ПТФ № 1; Пухова, Зоя Павловна, директор Ивановской ТФ имени 8 Марта; Скворцов, Вавельян Сергеевич, нач. Ивановского ПО по производству х/б тканей; Чистякова, Валентина Владимировна, ткачиха Яковлевского льняного комбината; Яковлева, Татьяна Константиновна, гл. инженер Родниковского меланжевого комбината «Большевик», — за реконструкцию, модернизацию и техническое перевооружение предприятий текстильной и лёгкой промышленности Ивановской области без остановки производства, с уменьшение численности работающих и увеличением выпуска продукции
25. Киреев, Сергей Васильевич, руководитель работы, гл. инженер, Рогачёв, Владимир Иванович, зам. нач. отдела управления рефрижераторного и приёмотранспортного флота, работники ВРПО Северного бассейна; Алёшин, Анатолий Николаевич, Благовещенский, Юрий Аполлонович, Цвылев, Юрий Михайлович, гл. конструкторы проектов, Крутов, Сергей Васильевич, директор, работники ПТОРП Северного бассейна; Ковальский, Михаил Иванович, зам. гл. инженера, Донсков, Пётр Иванович, бригадир слесарей ПОСП «Мурманская судоверфь»; Бояркин, Виктор Дмитриевич, зав. отделом Мурманского обкома КПСС; Рассолов, Юрий Васильевич, ген. директор, Лукьянов, Николай Ильич, гл. инженер, Пронин, Александр Георгиевич, директор коптильного завода № 3, работники Мурманского РОК, — за создание и внедрение в производство новых высокоэффективных машин и оборудования для комплексной переработки океанических видов рыб в пищевую продукцию широкого ассортимента в изменившихся условиях мирового рыболовства
26. Степашкин, Семён Митрофанович, гл. инженер, Бородин, Павел Дмитриевич, ген. директор, Бужинский, Александр Иванович, зам. ген. директора, Вардашкин, Борис Николаевич, гл. конструктор, Кальнер, Вениамин Давыдович, гл. металлург, Фишкис, Моисей Миронович, гл. сварщик, работники Московского автозавода имени И. А. Лихачёва; Григорьянц, Александр Григорьевич, профессор МВТУ имени Н. Э. Баумана; Ефимов, Виктор Алексеевич, директор Института проблем литья АН УССР; Кондратьев, Евгений Леонидович, ведущий инженер НИИЯФ МГУ имени М. В. Ломоносова; Косырев, Феликс Константинович, нач. лаборатории ИАЭ имени И. В. Курчатова; Новиков, Николай Васильевич, ч.-к. АН УССР, директор Института сверхтвёрдых материалов АН УССР; Подоля, Николай Васильевич, руководитель отдела ИЭС имени Е. О. Патона АН УССР, — за коренное усовершенствование технологии производства на основе ускоренного внедрения новейших достижений науки и техники на ЗИЛе.

- Гидаспов, Борис Вениаминович, химик-технолог
- Ермаков, Борис Александрович — за создание крупногабаритных космических объективов
- Ишлинский, Александр Юльевич
- Кривошеев, Марк Иосифович
- Кугель Феликс Романович, главный инженер Иркутского авиационного завода — за работу в области авиационной техники
- Леонов, Алексей Архипович, Филипченко, Анатолий Васильевич, космонавты
- Макаров, Александр Максимович
- Непобедимый, Сергей Павлович
- Протасов, Виктор Дмитриевич
- Савин, Анатолий Иванович
- Саркисян, Фадей Тачатович — за разработку и создание больших иерархических АСУ специального назначения
- Толстых, Борис Леонтьевич
- Чекмарёв, Александр Михайлович
- Шатилов, Анатолий Валерианович, физик
- Гундырев, Геннадий Николаевич — за работу в области авиационной техники

### За учебники
Для высших учебных заведений
1. Байков, Виталий Николаевич, зав. кафедрой, Сигалов, Эммануил Евсеевич, профессор МИСИ имени В. В. Куйбышева, — за учебник «Железобетонные конструкции. Общий курс» (1978, 3-е издание)
2. Веников, Валентин Андреевич, зав. кафедрой МЭИ, — за учебник «Переходные электромеханические процессы в электрических системах» (1978, 3-е издание)
3. Мозгов, Иван Ефимович, академик ВАСХНИЛ, зав. кафедрой МВА имени К. И. Скрябина, — за учебник «Фармакология» (1979, 7-е издание)

Для техникумов
1. Бунин, Константин Владимирович, академик АМН СССР, зав. кафедрой 1 ММИ имени И. М. Сеченова, — за учебник «Инфекционные болезни» (1977, 5-е издание)

Для профессионально-технических учебных заведений
1. Гельман, Борис Михайлович, преподаватель Боровского ЗСХТ Калужской области; Москвин, Михаил Васильевич, преподаватель Орехово-Зуевского ИПТ, — за учебник «Сельскохозяйственные тракторы» (1978, 3-е издание)

## 1982

### В области науки
1. Абалакин, Виктор Кузьмич, Брумберг, Виктор Александрович, зав. отделами, Красинский, Георгий Альбертович, ст. н. с. ИТААН; Александров, Юрий Николаевич (радиотехник), ст. н. с., Петров, Геннадий Михайлович, Шаховский, Анатолий Михайлович, зав. лабораториями ИРТЭАН; Кислик, Михаил Дмитриевич, профессор МИЭМ; Колюка, Юрий Фёдорович, ст. н. с., Тихонов, Валентин Фёдорович, нач. лаборатории, Суханов, Константин Георгиевич, нач. отдела, сотрудники НИИ; Петров, Григорий Матвеевич, зав. лабораторией Николаевского отделения ГАО АН СССР; Степаньянц, Виктор Аркадьевич, ст. н. с. ИПМ имени М. В. Келдыша АН СССР, — за цикл работ по созданию единой релятивистской теории движения внутренних планет Солнечной системы
2. Абрикосов, Алексей Алексеевич, ч.-к. АН СССР, зав. отделом ИТФАН имени Л. Д. Ландау; Брандт, Николай Борисович, зав. кафедрой, Чудинов, Сергей Михайлович, доцент МГУ имени М. В. Ломоносова; Вонсовский, Сергей Васильевич, зам. директора, Цидильковский, Исаак Михайлович, зав. лабораторией, Нейфельд, Эдгар Артурович, мл. н. с. ИФМ УрНЦ АН СССР; Копаев, Юрий Васильевич, ст. н. с. ФИАН имени П. Н. Лебедева; Иванов-Омский, Владимир Иванович, зав. сектором, Гельмонт, Борис Львович, Стафеев, Виталий Иванович, Огородников, Виктор Константинович, Смекалова, Ксения Павловна, ст. н. с. ФТИАН имени А. Ф. Иоффе, — за цикл работ по предсказанию, обнаружению и исследованию бесщелевых полупроводников и экситонных фаз
3. Ананьев, Юрий Алексеевич, ст. н. с., Денисюк, Юрий Николаевич, ч.-к. АН СССР, нач. отдела, Стаселько, Дмитрий Иванович, нач. лаборатории ГОИ имени С. И. Вавилова; Степанов, Борис Иванович, директор, Апанасевич, Павел Андреевич, зам. директора, Ивакин, Евгений Васильевич, ст. н. с., Рубанов, Александр Сергеевич, зав. лабораторией Института физики АН БССР; Бродин, Михаил Семёнович, Соскин, Марат Самуилович, зав. отделами, Одулов, Сергей Георгиевич, ст. н. с. ИФАН УССР; Штырков, Евгений Иванович, ст. н. с. Казанского филиала АН СССР; Соколовская, Альбина Ивановна, ст. н. с. ФИАН имени П. Н. Лебедева, — за цикл работ «Физические основы динамической голографии и новые методы преобразования пространственной структуры световых пучков» (1969—1980)
4. Сыроватский, Сергей Иванович, руководитель работы, Буланов, Сергей Владимирович, Догель, Владимир Александрович, Ходжаев, Андрей Захарович, мл. н. с., Сомов, Борис Всеволодович, Франк, Анна Глебовна, ст. н. с. ФИАН имени П. Н. Лебедева; Жугжда, Юзеф Данилович, ст. н. с., Шмелёва, Ольга Павловна, мл. н. с. ИЗМИРАН; Имшенник, Владимир Сергеевич, зав. лабораторией, Сасоров, Павел Васильевич, ст. н. с. ИТЭФАН; Островская, Галина Всеволодовна, ст. н. с. ФТИАН имени А. Ф. Иоффе, — за цикл работ «Динамика токовых слоёв и солнечная активность» (1966—1980)
5. Алексеев, Анатолий Семёнович, ч.-к. АН СССР, директор ВЦ СО АН СССР; Бабич, Василий Михайлович, Петрашень, Георгий Иванович, зав. лабораториями, Крауклис, Павел Владимирович, Молотков, Лев Анатольевич, ст. н. с. ЛО МИАН имени В. А. Стеклова; Булдырев, Владимир Сергеевич, профессор, Молотков, Иван Анатольевич, Яновская, Татьяна Борисовна, ст. н. с. ЛГУ имени А. А. Жданова, — за цикл работ «Разработка асимптоматических методов теории распространения сейсмических волн и применение этих методов к расчёту динамических полей в геофизике» (1950—1980)
6. Писаренко, Георгий Степанович, руководитель работы, директор, Трощенко, Валерий Трофимович, Матвеев, Валентин Владимирович, зам. директора, Лебедев, Анатолий Алексеевич, Красовский, Арнольд Янович, Третьяченко, Георгий Николаевич, Квитка, Александр Львович, Козлов, Игорь Андреевич, руководители отделов Института проблем прочности АН УССР; Уманский, Эммануил Соломонович, профессор КПИ имени 50-летия Великой Октябрьской социалистической революции, — за 2-томную монографию «Прочность материалов и элементов конструкций в экстремальных условиях» (1980)
7. Вольпин, Марк Ефимович, руководитель работы, ч.-к. АН СССР, зав. лабораторией, Илатовская, Маргарита Александровна, мл. н. с., Шур, Владимир Мордухович-Берович, ст. н. с. ИЭОСАН имени А. Н. Несмеянова; Шилов, Александр Евгеньевич, руководитель работы, ч.-к. АН СССР, зам. директора, Бородько, Юрий Георгиевич, зав. лабораторией, Денисов, Николай Тимофеевич, Никонова, Луиза Александровна, Шилова, Алла Константиновна, ст. н. с. ИХФ, — за цикл работ «Химическая фиксация молекулярного азота соединениями переходных металлов» (1964—1980)
8. Овчинников, Юрий Анатольевич, руководитель работы, директор, Свердлов, Евгений Давидович, Липкин, Валерий Михайлович, Модянов, Николай Николаевич, Монастырская, Галина Сергеевна, ст. н. с. ИБХАН имени М. М. Шемякина; Хесин-Лурье, Роман Бениаминович, руководитель работы, ч.-к. АН СССР, зав. лабораторией, Миндлин, Софья Захаровна, Никифоров, Вадим Георгиевич, Басс, Ирина Александровна, Зограф, Юрий Николаевич, ст. н. с. ИМГАН, — за цикл работ по структуре и генетике РНК-полимеразы (1968—1980)
9. Арциховский, Артемий Владимирович (посмертно), ч.-к. АН СССР, Сахаров, Анатолий Михайлович, руководители работы, Горский, Анатолий Дмитриевич, зав. кафедрой, Епифанов, Пётр Павлович, профессор, Леонтьев, Алексей Константинович, Шульгин, Владимир Сергеевич, Громов, Геннадий Герасимович, Орлов, Олег Владимирович, доценты МГУ имени М. В. Ломоносова; Рогов, Александр Иванович, ст. н. с. ИСБАН; Вздорнов, Герольд Иванович, ст. н. с. ВНИИ реставрации; Ильин, Михаил Андреевич — за 6-томный научный труд «Очерки русской культуры XIII—XVII вв.» (1969—1979)
10. Шведова, Наталия Юльевна, руководитель работы, зав. сектором, Иванов, Валерий Васильевич, зам. директора, Ковтунова, Ирина Ильинична, Лопатин, Владимир Владимирович, Улуханов, Игорь Степанович, Кручинина, Ирина Николаевна, Ляпон, Майя Валентиновна, Робинсон, Вера Александровна, ст. н. с., Дмитренко, Светлана Николаевна, Суханова, Мария Семёновна, мл. н. с. ИРЯ АН СССР; Бондарко, Александр Владимирович, зав. сектором ЛО ИЯ АН СССР; Брызгунова, Елена Андреевна, доцент МГУ имени М. В. Ломоносова, — за 2-томный научный труд «Русская грамматика» (1980)
11. Гладков, Иван Андреевич, руководитель работы, Виноградов, Владимир Алексеевич, ч.-к. АН СССР, директор ИНИОН АН СССР; Капустин, Евгений Иванович, ч.-к. АН СССР, директор, Воробьёв, Юрий Фёдорович, зав. сектором, Маркова, Анна Николаевна, Калинин, Валерий Дмитриевич, Камушер, Лидия Николаевна, Лелюхина, Нина Дмитриевна, Лапина, Светлана Николаевна, ст. н. с., Коссой, Аврам Иосифович, бывший ст. н. с. ИЭАН; Жамин, Виталий Алексеевич, зам. директора ИИЕТАН; Локшин, Рафаил Александрович, зам. нач. отдела Госплана СССР, — за 7-томный научный труд «История социалистической экономики СССР» (1976—1980)
12. Блохин, Николай Николаевич, директор, Чаклин, Александр Васильевич, руководитель отдела ВОНЦ АМН СССР; Вихерт, Анатолий Михайлович, ч.-к. АМН СССР, руководитель отдела, Жданов, Валентин Сергеевич, руководитель лаборатории, Матова, Евгения Евгеньевна, бывший ст. н. с. ВКЦ АМН СССР; Авцын, Александр Павлович, академик АМН СССР, директор НИИМЧ АМН СССР; Колычева, Нелли Ивановна, зав. лабораторией Казахского НИИ онкологии и радиологии,; Седов, Константин Рафаилович, академик АМН СССР, зав. кафедрой ИМИ; Шмидт, Евгений Владимирович, академик АМН СССР, директор, Смирнов, Владимир Евгеньевич, руководитель лаборатории НИИ неврологии АМН СССР; Чарквиани, Леван Иосифович, руководитель отделения РОНЦ МЗ ГрССР; Митрофанов, Михаил Петрович, зав. кафедрой РМИ, — за цикл работ по географической патологии и эпидемиологии сердечно-сосудистых, онкологических и нервных заболеваний
13. Кочемасова, Зинаида Николаевна, руководитель работы, зав. кафедрой, Дыхно, Марина Михайловна, профессор, Кассирская, Нина Георгиевна, ст. преподаватель 1-го ММИ имени И. М. Сеченова; Хоменко, Александр Григорьевич, руководитель работы, ч.-к. АМН СССР, директор, Дорожкова, Инна Рафаиловна, Земскова, Зоя Сергеевна, ст. н. с. ЦНИИ туберкулёза; Баканова, Двойра Яковлевна, врач-бактериолог ЦКБ № 1, — за цикл работ по клиническому значению L-трансформации лекарственной устойчивости и количественных изменений микобактериальной популяции в процессе химиотерапии туберкулёза
14. Есин, Олег Алексеевич, руководитель работы, Гельд, Павел Владимирович, ч.-к. АН СССР, Бармин, Леонид Николаевич, Попель, Станислав Иосифович, Хлынов, Вадим Владимирович, зав. кафедрами, Никитин, Юрий Петрович, Топорищев, Геннадий Александрович, Сотников, Анатолий Иванович, профессора УПИ имени С. М. Кирова; Ватолин, Николай Анатольевич, директор, Лепинских, Борис Михайлович, зам. директора, Пастухов, Эдуард Андреевич, зав. лабораторией Института металлургии УрНЦ АН СССР; Явойский, Владимир Иванович, зав. кафедрой МИСиС, — за цикл работ «Исследование строения, свойств и взаимодействия металлургических расплавов» (1957—1980)
15. Шестопёров, Сергей Владимирович, зав. кафедрой МАДИ, — за разработку научных основ создания долговечного морозостойкого бетона для транспортного и гидротехнического строительства

### В области техники
1. Егорова, Екатерина Ивановна, Консетов, Виталий Васильевич, зав. отделами, Горфункель, Юрий Михайлович, зав. лабораторией, Булатова, Валентина Михайловна, ст. н. с., Михайлов, Николай Алексеевич, слесарь, работники Охтинского НПО «Полимер»; Иванченко, Анатолий Иванович, зам. директора УНИКИ по разработке машин и оборудования для переработки пластмасс, резины и искусственной кожи; Коблянский, Владислав Анатольевич, нач. цеха Днепродзержинского ПО «Азот»; Медведев, Владимир Дмитриевич, зав. отделом ЛНИКИХМ; Смородин, Александр Алексеевич, директор завода спиртов Салаватского ПО «Салаватнефтеоргсинтез» имени 50-летия СССР; Уваров, Владислав Кузьмич, нач. цеха Горловского ПО «Стирол» имени Серго Орджоникидзе; Файдель, Гарри Исаакович, зам. директора НИИ пластмасс, — за разработку и промышленное внедрение высокоэффективного процесса и оборудования для производства ударопрочного полистирола
2. Ахияров, Влер Хатипович, гл. геофизик Тюменской тематической экспедиции; Нелепченко, Олег Михайлович, гл. геофизик Тюменского геофизического треста, работники Тюменского ГПУ; Кузнецов, Олег Леонидович, директор, Петросян, Леонид Григорьевич, зам. директора, Беспалов, Дмитрий Фёдорович, зав. лабораторией, Шимелевич, Юрий Семёнович, зав. отделением, сотрудники ВНИИ ядерной геофизики и геохимии; Воронков, Лев Николаевич, нач. партии ГГТ «Татнефтегеофизика»; Зайченко, Владислав Юрьевич, нач. управления МГ СССР; Карус, Евгений Виллиамович, ген. директор НПО по геофизическим работам на нефть и газ; Крылов, Дмитрий Алексеевич, нач. партии треста «Мангышлакнефтегеофизика»; Муслимов, Ренат Халиуллович, зам. ген. директора ПО «Татнефть» имени В. Д. Шашина; Султанов, Сагдий Ахмадиевич, зам. директора Татарского ГНИПИ нефтяной промышленности, — за создание и внедрение высокоинформативных импульсных методов широкополосного акустического и нейтронного каротажа для повышения эффективности поисков, разведки и разработки нефтяных и газовых месторождений
3. Баратов, Иван Андреевич, гл. инженер, Каримова, Саима Сафиевна, гл. геолог, Сорокин, Владимир Тимофеевич, нач., Пахомов, Александр Николаевич, Поляков, Николай Павлович, гл. геологи партий, Котков, Александр Семёнович, буровой мастер, Степанов, Прокопий Петрович, бывший ст. техник-технолог, Минкин, Лазарь Моисеевич, бывший нач. партий, работники Южно-Якутской ГРЭ, Кошляк, Валентин Семёнович, зам. нач. Якутского ПГО; Бредихин, Иван Семёнович, ген. директор Полярно-Уральского ПГО; Кобеляцкий, Игорь Александрович, бывший зам. МГ РСФСР, — за создание угольной минерально-сырьевой базы Южно-Якутского ТПК
4. Вепринцев, Борис Николаевич, руководитель работы, зав. лабораторией, Крастс, Игорь Викторович, Чемерис, Николай Константинович, мл. н. с. ИБФАН; Иванов, Евгений Григорьевич, ведущий конструктор, Хохлов, Анатолий Матвеевич, зав. лабораторией, Решетников, Вениамин Иванович, зав. отделом, сотрудники СКБ биологического приборостроения АН СССР; Кононов, Борис Семёнович, директор экспериментального завода научного приборостроения АН СССР, — за разработку, создание и внедрение комплекса прецизионных приборов для микрохирургии и измерения электрических характеристик живой клетки
5. Юдин, Вадим Михайлович, академик ВАСХНИЛ; Гигинейшвили, Николай Симонович, ст. н. с. ВНИИЖ ВАСХНИЛа; Менглиев, Мирхалик Менглиевич, директор, Менгбаев, Хуррам Менгбаевич, зоотехник-селекционер, Шадманов, Юлбарс, бывший ст. чабан, работники Государственного племенного завода имени Ю. А. Гагарина (Кумкурганский район УзССР); Фищенко, Олег Петрович, зам. нач. ВОК; Укбаев, Хисемидулла Исхакович, ген. директор НПО «Каракуль»; Никулина, Галина Александровна, зоотехник-селекционер ГПЗ «Кабодиен» (Кабодиенский район ТаджССР); Сапронов, Слава Сергеевич, ст. н. с. Туркменского филиала ВНИИ каракулеводства; Григорьянц, Ребекка Исааковна, гл. специалист управления сельского хозяйства УзССР; Васин, Борис Николаевич, Стояновская, Варвара Ивановна — за создание и внедрение в производство новых типов овец каракульской породы серой, розовой и белой окраски, бухарского и сурхандарьинского сура.
6. Ярных, Владимир Сергеевич, руководитель работы, академик ВАСХНИЛ, директор, Поляков, Анисим Александрович, академик ВАСХНИЛ, Закомырдин, Александр Андреевич, Симецкий, Марк Аркадьевич, зав. лабораториями ВНИИ ветеринарной санитарии; Малыгин, Алексей Иванович, зам. нач. управления птицеводческой промышленности при МСХ СССР; Бондаренко, Иван Моисеевич, гл. вирусолог, Репин, Владимир Михайлович, нач. отдела, работники МСХ СССР; Бурцев, Владимир Иванович, Сухин, Дмитрий Емельянович, зав. лабораториями, Чернышёв, Владимир Васильевич, бывший ст. н. с. ВНИИ ветеринарной вирусологии; Сафонов, Георгий Анатольевич, директор Покровского завода биопрепаратов; Харламов, Владимир Терентьевич, нач. отдела Всероссийского НПО птицеводческой промышленности, — за разработку и внедрение аэрозольных форм химических и биологических прпаратов для профилактики и борьбы с инфекционными болезнями животных
7. Джавад-заде, Мир-Мамед Джавад оглы, ч.-к. АМН СССР, ректор АзГИУВ имени А. Алиева; Савченко, Николай Евсеевич, академик АН БССР, зав. кафедрой МГМИ; Шимкус, Эдуард Мартынович, зав. кафедрой КрГМИ, — за разработку и внедрение в клиническую практику современных методов диагностики и оригинальных реконструктивных органосохраняющих операций для лечения больных с врождёнными аномалиями почек и мочевых путей
8. Крылов, Виктор Соломонович, руководитель работы, руководитель отдела, Степанов, Георгий Агасиевич, зав. отделением, Акчурин, Ренат Сулейманович, Миланов, Николай Олегович, ст. н. с. ВНЦХ АМН СССР; Нацвлишвили, Георгий Арчилович, зав. курсом, Кузанов, Иван Егорович, ст. н. с. ТбГИУВ; Лебедев, Лев Валерьевич, зав. кафедрой, Вавилов, Валерий Николаевич, Горбунов, Георгий Николаевич, ст. н. с. 1 ЛМИ имени академика И. П. Павлова; Дрюк, Николай Фёдорович, зав. отделением Киевского НИИ КЭХ, — за разработку экстренных микрохирургических операций при травматических ампутациях пальцев и кисти
9. Башилов, Геннадий Николаевич, директор, Васильковский, Виталий Панкратьевич, Глушков, Леонид Александрович, зам. гл. конструкторов отделов, сотрудники НИИТМ ПО «Уралмаш»; Антипов, Борис Фёдорович, гл. инженер, Сорокин, Анатолий Николаевич, механик, работники Выксунского МЗ; Узлов, Иван Герасимович, директор, Шифрин, Мойсей Евелевич, зав. лабораторией НИИЧМ; Рыков, Валерий Александрович, гл. механик, Бабушкин, Анатолий Павлович, вальцовщик, работники НТПК имени К. Либкнехта; Розенталь, Фома Ефимович, нач. отдела УГИПЗ; Шовский, Леонид Васильевич, нач. управления МПС СССР, — за создание и внедрение прогрессивных технологических процессов и высокоэффективного автоматизированного оборудования для поточного производства цельнокатанных ж/д колёс
10. Глазков, Гарий Михайлович, ведущий конструктор, Грановский, Симон Павлович, Мехов, Николай Васильевич, ст. н. с., Целиков, Николай Александрович, зав. лабораторией ВНИПИ металлургического машиностроения; Смелов, Евгений Сергеевич, гл. инженер ПО «Электростальтяжмаш»; Виноградов, Фёдор Терентьевич, зав. отделом, Толпин, Тевио Исаакович, гл. инженер проекта, работники Электростальского НИПКТИ; Ревес, Иван Степанович, зам. нач. отдела Госплана СССР; Богомолов, Семён Степанович, слесарь ПО «ГПЗ-1»; Федоренко, Валерий Николаевич, мастер нагревательных устройств ДМЗ имени Ф. Э. Дзержинского; Мошаров, Александр Андреевич, ст. конструктор цеха, Голодов, Николай Никитович, бывший нач. цеха ЖМЗ «Азовсталь» имени С. Орджоникидзе, — за создание автоматизированных шаропрокатных станов и принципиально новой технологии горячей и холодной прокатки
11. Гольдштейн, Борис Григорьевич, руководитель работы, зам. ген. директора, Шишулин, Юрий Павлович, ген. директор, Батуев, Николай Матвеевич, ст. н. с., Гоппен, Альберт Адольфович, Николаев, Игорь Владимирович, зав. отделами Московского НПО по механизированному строительному инструменту и отделочным машинам; Клушин, Николай Александрович, Ряшенцев, Николай Павлович, зав. лабораториями ИГД СО АН СССР; Васильев, Юрий Михайлович, руководитель лаборатории ВЦНИИ охраны труда; Капустин, Аркадий Яковлевич, директор Даугавпилсского завода «Электроинструмент»; Сутягин, Олег Яковлевич, гл. конструктор Свердловского ПО «Пневмостроймашина»; Якубовский, Пётр Степанович, зам. гл. конструктора Ростовского-на-Дону ПО «Электроинструмент»; Сотников, Генрих Александрович, зам. нач. управления ММССР СССР, — за создание и освоение серийного производства вибробезопасных ручных машин для строительства и промышленности
12. Густов, Вильгельм Феликсович, нач. сектора, Некрасов, Святослав Александрович, зам. ген. директора, Степ, Хаим Яковлевич, нач. отделения, работники Балашихинского НПО криогенного машиностроения имени 40-летия Октября; Рыжов, Юрий Васильевич, гл. инженер ВПО криогенного машиностроения; Иванов, Константин Николаевич, директор, Горшков, Вячеслав Сергеевич, нач. отдела ГИППКП; Петрикеев, Владимир Иванович, нач. управления, Пряничников, Владимир Иванович, гл. кислородчик МЧМ СССР; Петров, Михаил Алексеевич, нач. производства ММК имени В. И. Ленина; Михальченко, Александр Иванович, нач. ГУ по монтажу технологического оборудования предприятий металлургической промышленности; Стариков, Владимир Сергеевич, нач. производства НЛМЗ; Сергеев, Юрий Александрович, гл. инженер по монтажу кислородных, криогеных, водородных и гелиевых установок и заводов, — за создание и освоение серийного выпуска установок КАР-30 и КТК-35 для производства кислорода с целью интенсификации выплавки чугуна и внедрение высокоэффективного кислородно-конвертерного процесса выплавки стали
13. Плотников, Владимир Васильевич, руководитель работы, гл. инженер, Борисенков, Василий Дмитриевич, Моисеев, Иван Алексеевич, нач. отделов, Дыбой, Вячеслав Анатольевич, нач. отделения, Ткаченко, Алексей Михайлович, зам. нач. отдела, работники ОКБ завода; Желтов,Михаил Петрович, ген. директор, Шиленков, Евгений Викторович, зам. ген. директора, Босов, Василий Алексеевич, нач. технологического бюро, Ерёмин, Анатолий Павлович, нач. отдела, Карев, Владимир Васильевич, ведущий инженер, Крушевский, Леонид Яковлевич, нач. лаборатории ПО; Ханов, Мансур Абдулхакович, гл. конструктор управления МЭП СССР, — за разработку и внедрение в производство мини-ЭВМ серии «Электроника-100» с сервисным комплектом периферийных устройств
14. Аронсон, Александр Яковлевич, Колесников, Александр Павлович, Коровин, Александр Николаевич, зав. секторами, Бабанов, Олег Семёнович, нач., Хохулин, Владимир Николаевич, гл. технолог, Иванов, Николай Александрович, зам. нач. цеха, работники СКБ ПО турбостроения «Ленинградский металлический завод»; Михайлов, Лерен Петрович, нач., Афонин, Александр Яковлевич, нач. отдела ЛО, сотрудники ВПИНИ «Гидропроект» имени С. Я. Жука; Лохматиков, Георгий Прокопьевич, управляющий ГВСТ по монтажу гидросилового оборудования; Локтионов, Станислав Никитович, директор Зейской ГЭС имени 60-летия Ленинского комсомола; Квятковский, Владимир Станиславович — за разработку проекта, технологии производства, изготовление, монтаж и пуск в эксплуатацию мощных диагональных гидротурбин Зейской ГЭС имени 60-летия Ленинского комсомола
15. Рябов, Валентин Игнатьевич, гл. инженер-электрик, нач. технического отдела ВАМИ; Володин, Владимир Владимирович, нач. отдела, Глазков, Юрий Петрович, гл. инженер, Фишлер, Яков Львович, гл. конструктор по трансформаторам, Журавин, Юрий Демидович, работник ПО «Уралэлектротяжмаш» имени В. И. Ленина; Журавин, Юрий Демидович, нач. отдела ВОАП; Крамский, Владимир Антипович, зам. гл. инженера ВНИПИ алюминиевой, магниевой и электродной промышленности; Кулькин, Юрий Федорович, зам. гл. конструктора, Сидорский, Михаил Андреевич, гл. инженер, Саблин Юрий, Александрович, нач. цеха Запорожского ПО «Преобразователь»; Мещеряков, Сергей Михайлович, ст. энергетик отдела КрАЗ имени 50-летия ВЛКСМ; Никулин, Александр Диомидович, зам. нач. управления МЦМ СССР, Семчинов, Алексей Матвеевич, гл. специалист Ленинградского отделения ВНИПИ по комплексной электрификации промышленных объектов имени Ф. Б. Якубовского, — за создание и широкое внедрение высокоэффективных систем электроснабжения электролиза алюминия на базе мощных полупроводниковых выпрямительных агрегатов
16. Белоусов, Борис Ефимович, нач. отдела МПСС СССР; Большов, Владимир Михайлович, зав. лабораторией ВНИИИМТ; Николаева, Лилия Фёдоровна, руководитель отделения ВКНЦ АМН СССР: Карпов, Ростислав Сергеевич, академик АМН СССР, зам. директора его Сибирского филиала; Никифоров, Леонард Львович, ген. директор, Крипайтис, Николай Иванович, Тищенко, Фёдор Михайлович, нач. секторов, Одинец, Григорий Семёнович, ст. н. с., Ратманский, Анисим Юльевич, нач. отдела, Слободянюк, Анатолий Иванович, зам. директора, Пацунов, Юрий Петрович, нач. цеха, Руденко, Анатолий Андреевич, бригадир слесарей, работники ПО имени С. П. Королёва, — за создание и внедрение многофункционального комплекса радиоэлектронных диагностических приборов со встроенными вычислителями для автоматизированных исследований ССС
17. Росселевич, Игорь Александрович, директор, Есин, Виктор Тимофеевич, зам. гл. инженера, Гулин, Анатолий Иванович, зам. нач. отделения, Лукьянченко, Яков Иосифович, нач. отдела, Берлин, Борис Абрамович, нач. лаборатории ВНИИ телевидения; Зимнев, Михаил Михайлович, директор ВНИИ радиовещательного приёма и акустики имени А. С. Попова; Шахнович, Эдуард Николаевич, управляющий трестом по производству санитарно-технических работ в центральной части РСФСР; Юшкявичюс, Хенрикас-Альгирдас Зигмо, зам. председателя, Палицкий, Владимир Михайлович, зам. нач. управления Гостелерадио; Серов, Валерий Михайлович, зам. нач. ГУ по промышленному строительству при Мосгорисполкоме; Баталов, Леонид Ильич, нач. архитектурно-проектной мастерской Института по проектированию промышленных и транспортных объектов для городского хозяйства Москвы; Шейхетов, Владимир Иосифович, нач. отдела Новосибирского ЗТМ, — за разработку комплекса нового (третьего) поколения современной типовой аппаратуры цветного телевидения, промышленное освоение его для оснащения телецентров страны и создание базы для многопрограммного телевизионного вещания из Москвы
18. Ашимов, Мусса Али оглы, ст. н. с. ВНИПИ по подготовке к транспортировке и переработке природного газа; Буераков, Анатолий Вадимович, директор, Тутельян, Карекин Оганесович, зам. гл. инженера ВНИПКИ по разработке газопромыслового оборудования; Руненков, Эдуард Александрович, нач. ПО «Туркменнефтегазстрой»; Канашенков, Владимир Сергеевич, бригадир слесарей треста «Шатлыугазстрой»; Жабрев, Игорь Павлович, нач. управления МГП СССР; Орловский, Михаил Юрьевич, зам. директора Среднеазиатского НИИПГ; Плышевский, Владимир Викторович, нач., Ромашов, Пётр Иванович, гл. конструктор проекта ЦКБ ВПО нефтеперерабатывающего и нефтехимического машиностроения; Талдай, Виктор Андреевич, нач. ВПО по добыче газа в Туркменской ССР; Халнепесов, Хыдыр Мередович, зам. директора ПО «Шатлыкгаздобыча»; Лещинский, Юрий Евгеньевич, зав. отделом ЦК КП Туркменской ССР, — за разработку и внедрение научно-технических решений, обеспечивших ускоренное создание крупного Шатлыкского газодобывающего комплекса на базе прогрессивной технологии и отечественного оборудования большой единичной мощности
19. Фисенко, Георгий Лаврентьевич, руководитель работы, зам. директора, Мочалов, Алексей Матвеевич, Пустовойтова, Тамара Константиновна, ст. н. с., работники ВНИИГММД; Сапожников, Василий Тимофеевич, зав. лабораторией Уральского филиала того же института; Галкин, Алексей Михеевич, гл. инженер Сорского молибденового комбината имени Ф. Э. Дзержинского; Гусев, Роберт Михайлович, зам. директора Челябинского ПО по добыче угля; Зотеев, Вадим Гаврилович, зав. лабораторией ИГДАН; Ильин, Александр Иванович, зам. директора ВНИПКИ по орошению месторождений полезных ископаемых, специальным горным работам, рудничной геологии и маркшейдерскому делу; Ревазов, Максим Александрович, зав. кафедрой МГИ; Певзнер, Марк Еремеевич, зав. лабораторией ГНИИ горно-химического сырья, — за создание научных основ, разработку и внедрение мер предупреждения и борьбы с оползневыми явлениями на разрезах и карьерах при открытом способе добычи полезных ископаемых
20. Бочкарёв, Леонид Михайлович, зав. сектором, Ушаков, Константин Иванович, директор, Лобанов, Павел Александрович, ст. инженер, сотрудники ГНИИЦМ; Рамазанов, Мнайдар Рамазанович, директор, Иванов, Алексей Виссарионович, гл. инженер, работники Алмалыкского ГМК имени В. И. Ленина; Шурчков, Владислав Павлович, директор, Гренц, Иоганес Каспарович, нач. цеха, Бегмурадов, Данавай Маматкулович, плавильщик, работники медеплавильного завода того же комбината; Зубарев, Валериан Иванович, гл. специалист ГИППЦМ; Киселёв, Борис Николаевич, ген. директор ПО по проектированию, наладке, модернизации и ремонту энергетического оборудования; Тюменцев, Виталий Георгиевич, зам. нач. управления МЦМ СССР; Шейкман, Лев Кельманович, — за разработку и промышленное внедрение технологии и оборудования высокоэффективного головного процесса автогенной кислородно-факельной плавки с утилизацией серы и тепла отходящих металлургических газов на Алмалыкском ГМК имени В. И. Ленина
21. Галкин, Дмитрий Прохорович, МЧМ УССР; Добронравов, Алексей Иванович, зам. гл. прокатчика; Радюкевич, Леонид Владимирович, директор, Шубин, Евгений Васильевич, ст. мастер, работники ММК имени В. И. Ленина; Липухин, Юрий Викторович, директор, Тамашевский, Леонид Андреевич, пом. нач. цеха ММЗ имени 50-летия СССР; Пименов, Александр Фёдорович, зав. лабораторией, Скороходов, Владимир Николаевич, ст. н. с. ЦНИИЧМ имени И. П. Бардина; Полухин, Владимир Петрович, руководитель лаборатории МИСиС; Щербаков, Павел Иванович, гл. инженер завода офсетных пластин; Эмдин, Анатолий Григорьевич, зам. гл. инженера издательства «Правда» и типографии газеты «Правда» имени В. И. Ленина; Мирер, Александр Григорьевич, зав. лабораторией ВНИПКИ металлургического машиностроения, — за разработку технологии и организацию производства высокоточного холоднокатанного листа для офсетной печати
22. Балакшин, Павел Николаевич, гл. инженер, Дыбцын, Александр Александрович, ген. директор, Вирачев, Николай Александрович, Кабаков, Анатолий Михайлович, варщики целлюлозы, работники Котласского ЦБК имени 50-летия ВЛКСМ; Балин, Николай Николаевич, ген. директор, Брежнева, Раиса Тимофеевна, нач. лаборатории, Потолицын, Альберт Николаевич, Сынчиков, Владислав Михайлович, нач. производства ПО «Сыктывкарский ЛПК имени Ленинского комсомола»; Бокарева, Нина Михайловна, зав. лабораторией ЦНИИ бумаги; Макушина, Алла Всеволодовна, зав. лабораторией Украинского НПО ЦБП; Иевлев, Иван Степанович, нач. ВЛПО «Комилепром», — за разработку новых высокопроизводительных технологий производства бумаги и картона на основе использования древесины лиственных пород в ПО «Сыктывкарский ЛПК имени Ленинского комсомола» и Котласском ЦБК имени 50-летия ВЛКСМ

- Баранов, Владимир Юрьевич, Дмитриев, Константин Иванович, Розанов, Владислав Борисович, Шулаков, Владимир Николаевич, Голубев, Владимир Сергеевич, Крохин, Олег Николаевич, физики, — за создание генератора плазмы
- Воробьёв, Евгений Иванович, врач, проблемы биологического действия ионизирующих излучений.[1]
- Челомей, Владимир Николаевич, конструктор ракетных двигателей
- Левин, Владимир Константинович, кибернетик
- Лебедев, Владимир Сергеевич, физик — за разработку заряда для одного из наиболее эффективных носителей РВСН .
- Митропольский, Юрий Алексеевич, математик
- Шитиков, Евгений Александрович — испытатель ядерного оружия.

### За учебники
Для высших учебных заведений
1. Краснов, Николай Фёдорович, зав. кафедрой МВТУ имени Н. Э. Баумана, — за учебник «Аэродинамика» (1980, 3-е издание)
2. Кафаров, Виктор Вячеславович, зав. кафедрой МХТИ имени Д. И. Менделеева, — за учебник «Основы массопередачи» (1979, 3-е издание)
3. Мишустин, Евгений Николаевич, зав. отделом ИМАН, Емцев, Всеволод Тихонович, зав. кафедрой МСХА имени К. А. Тимирязева, — за учебник «Микробиология» (1978, 2-е издание)

Для профессионально-технических учебных заведений
1. Атабеков, Вильям Борисович, бывший гл. энергетик управления Мосгорисполкома, — за учебник «Ремонт электрооборудования промышленных предприятий» (1979, 4-е издание)

## 1983

### В области науки
1. Акимов, Юрий Константинович, Никитин, Владимир Алексеевич, Морозов, Борис Александрович, Пилипенко, Юрий Константинович, нач. секторов, Золин, Леонид Сергеевич, Мухин, Сергей Васильевич, Шафранова, Мария Георгиевна, ст. н. с., Копылов-Свиридов, Виктор Алексеевич, зам. нач. отдела, Кузнецов, Анатолий Алексеевич, зам. директора лаборатории ОИЯИ; Воробьёв, Алексей Алексеевич, зав. лабораторией ЛИЯФАН имени Б. П. Константинова; Фейнберг, Евгений Львович, ч.-к. АН СССР, зав. сектором, Царёв, Владимир Александрович, зав. лабораторией ФИАН имени П. Н. Лебедева, — за цикл работ «Дифракционное рассеяние протонов при высоких энергиях» (1962—1980)
2. Бельдюгин, Игорь Михайлович, Носач, Олег Юрьевич, ст. н. с., Зубарев, Иосиф Геннадьевич, Файзуллов, Фуад Собирович, зав. секторами ФИАН имени П. Н. Лебедева; Беспалов, Виктор Иванович, зам. директора, Пасманик, Герман Аронович, ст. н. с. ИПФАН; Зельдович, Борис Яковлевич, Рагульский, Валерий Валерианович, ст. н. с. ИПМАН; Кочемасов, Геннадий Григорьевич, Сухарев, Станислав Александрович, нач. лабораторий ИАЭ имени И. В. Курчатова; Сидорович, Владимир Георгиевич, ст. н. с. ГОИ имени С. И. Вавилова, — за цикл работ по самообращению волнового фронта света при вынужденном рассеянии на гиперзвуке
3. Клышко, Давид Николаевич, профессор, Пенин, Александр Николаевич, ст. н. с., Фадеев, Виктор Владимирович, доцент МГУ имени М. В. Ломоносова, — за цикл работ «Открытие и исследование явления параметрического рассеяния света и его применение в спектроскопии и метрологии» (1966—1981)
4. Боголюбов, Николай Николаевич, зав. лабораторией МИАН имени В. А. Стеклова; Садовников, Борис Иосифович, ст. н. с. МГУ имени М. В. Ломоносова, — за цикл работ «Математические методы статистической механики» (1962—1975)
5. Кузнецов, Юрий Алексеевич, руководитель работы; Дымкин, Александр Михайлович, ч.-к. АН СССР, директор ИГГ имени академика Н. Д. Зелинского УрНЦ АН СССР; Кузнецов, Валерий Алексеевич, руководитель работы, Поляков, Глеб Владимирович, ч.-к. АН СССР, заместители директора, Белоусов, Анатолий Фёдорович, Золотухин, Валерий Васильевич, Изох, Эмиль Петрович, Синяков, Владимир Иванович, Дистанов, Элимир Галимзянович, зав. лабораториями, Оболенский, Александр Александрович, Сотников, Виталий Иванович, ст. н. с. ИГиГ СО АН СССР; Рундквист, Дмитрий Васильевич, директор НИГИ имени А. П. Карпинского, — за цикл работ «Магматические и эндогенные рудные формции Сибири» (1964—1980)
6. Георгиев, Георгий Павлович, зав. лабораторией, Ильин, Юрий Викторович, Рысков, Алексей Петрович, Скрябин, Константин Георгиевич, ст. н. с., Краев, Александр Семёнович, Крамеров, Дмитрий Александрович, Чуриков, Николай Андреевич, мл. н. с. ИМБАН; Гвоздев, Владимир Алексеевич, зав. лабораторией, Ананьев, Евгений Витальевич, ст. н. с. ИМГАН; Баев, Алексей Александрович, ст. н. с. ИОГАН, — за цикл работ «Мобильные гены животных» (1972—1981)
7. Костюк, Платон Григорьевич, руководитель работы, директор, Крышталь, Олег Александрович, зав. отделом, Магура, Игорь Сильвестрович, Подопличко, Владимир Иванович, ст. н. с. Института физиологии имени А. А. Богомольца АН УССР, — за цикл работ «Исследование ионных механизмов возбудимости сомы нервной клетки» (1969—1981)
8. Эмануэль, Николай Маркович, руководитель работы, зам. директора, Бурлакова, Елена Борисовна, зав. лабораторией, Нейфах, Евгений Александрович, мл. н. с., Пальмина, Надежда Павловна, ст. н. с. ИХФ; Тарусов, Борис Николаевич, руководитель работы, Арчаков, Александр Иванович, Владимиров, Юрий Андреевич, зав. кафедрами, Рощупкин, Дмитрий Иванович, доцент 2-го ММИ имени Н. И. Пирогова; Козлов, Юрий Павлович, Кудряшов, Юрий Борисович, Иванов, Илья Ильич, зав. лабораториями, Каган, Валерьян Ефимович, ст. н. с. МГУ имени М. В. Ломоносова, — за цикл работ «Физико-химические механизмы свободнорадикального перекисного окисления липидов в биологических мембранах» (1954—1981)
9. Вагнер, Георгий Карлович, ст. н. с. ИААН, — за цикл работ «История культуры Северо-Восточной Руси XII—XV веков» (1964—1980)
10. Грязнов, Михаил Петрович, консультант ЛО ИААН, — за цикл работ «Древности Южной Сибири» (1969—1980)
11. Белодед, Иван Константинович, академик, Паламарчук, Леонид Сидорович, зам. директора, Русановский, Виталий Макарович, академик АН УССР, директор, Бурячок, Андрей Андреевич, Винник, Василий Алексеевич, Гнатюк, Галина Макаровна, Головащук, Сергей Иванович, Роднина, Лидия Алексеевна, Черторижская, Татьяна Куприяновна, Юрчук, Лидия Андроновна, ст. н. с. ИЯ имени А. А. Потебни АН УССР; Скрипник, Лариса Григорьевна, бывший зав. кафедрой КГИК имени А. Е. Корнейчука, — за 11-томный «Словарь украинского языка» (1970—1980)
12. Клибанов, Александр Ильич, ст. н. с. Института истории СССР, — за цикл работ по истории религии и русского народного свободомыслия XIV—XX веков (1960—1978)
13. Ойзерман, Теодор Ильич, академик, зав. сектором ИФАН; Лапин, Николай Иванович, зав. лабораторитей ВНИИСИ; Кузьмин, Всеволод Петрович, член правления Философского общества СССР, — за цикл работ «Исследование формирования и развития философского учения К. Маркса» (1974—1980)
14. Бочков, Николай Павлович, академик АМН СССР, директор, Захаров, Александр Фёдорович, ч.-к. АМН СССР, зам. директора Института медицинской генетики АМН СССР; Прокофьева-Бельговская, Александра Алексеевна, ч.-к. АМН СССР, ст. н. с. ИМБАН; Давиденкова, Евгения Фёдоровна, ч.-к. АМН СССР, бывшая зав. кафедрой ЛПМИ; Погосянц, Елена Ервандовна, руководитель лаборатории НИИ канцерогенеза ВОНЦ АМН СССР, — за цикл работ по исследованиям хромосом человека в норме и патологии
15. Тареев, Евгений Михайлович, академик АМН СССР, Серов, Виктор Викторович, ч.-к. АМН СССР, руководители работы, зав. кафедрами, Виноградова, Ольга Михайловна, ст. н. с., Мухин, Николай Алексеевич, профессор 1-го ММИ имени И. М. Сеченова; Сура, Владимир Владимирович, зав. отделением ЦКБ 4-го ГУ при МЗ СССР; Рукосуев, Вадим Сергеевич, руководитель лаборатории ИЭК ВКЦ АМН СССР; Шамов, Ибрагим Ахмедханович, зав. кафедрой ДагМИ, — за исследования проблемы амилоидоза
16. Кутателадзе, Самсон Семёнович, академик, директор, Накоряков, Владимир Елиферьевич, ч.-к. АН СССР, Покусаев, Борис Григорьевич, Шрейбер, Исаак Рувимович, ст. н. с. Института теплофизики СО АН СССР; Нигматулин, Роберт Искандрович, зав. лабораторией, Ивандаев, Алексей Иванович, Хабеев, Наиль Сулейманович, ст. н. с. Института механики МГУ имени М. В. Ломоносова; Борисов, Анатолий Александрович, зав. лабораторией, Гельфанд, Борис Ефимович, Тимофеев, Евгений Иванович, ст. н. с. ИХФ; Кедринский, Валерий Кириллович, зав. лабораторией Института гидродинамики имени М. А. Лаврентьева СО АН СССР, — за цикл работ «Волновая динамика газо-жидкостных систем» (1952—1982)
17. Гапонов-Грехов, Андрей Викторович, руководитель работы, директор, Флягин, Валерий Александрович, зам. директора, Власов, Сергей Николаевич, Гольденберг, Аркадий Львович, ст. н. с., Усов, Валерий Геннадьевич, зам. зав. отделом, Агапов, Лев Николаевич, зав. лабораторией, Богданов, Сергей Дмитриевич, зав. отделом, Курбатов, Вадим Иванович, ведущий конструктор ИПФАН; Аликаев, Владимир Владимирович, Разумова, Ксения Александровна, нач. лабораторий ИАЭ имени И. В. Курчатова; Голант, Виктор Евгеньевич, зав. лабораторией ФТИАН имени А. Ф. Иоффе; Чеверев, Николай Семёнович, зам. нач. управления ГКИАЭ СССР, — за цикл работ «Мощные гиротроны диапазона миллиметровых волн и энергетические гиротронные комплексы для исследований» (1967—1981)
18. Иноземцев, Николай Николаевич (посмертно), Нарочницкий, Алексей Леонтьевич — за разработку экономических и социально-политических проблем второй мировой войны в 12-томном труде «История второй мировой войны (1939—1945)»

### В области техники
1. Ваулина, Анфия Александровна, зам. нач. ЦЗЛ, Секираж, Валентин Михайлович, директор, работники Первоуральского хромпикового завода; Зотов, Андрей Васильевич, гл. специалист Свердловского филиала ГСИПЗОХП; Корнеев, Виталий Ефимович, бывший нач. ВО содовой промышленности; Окулов, Агафон Денисович, нач. отдела Новотроицкого завода хромовых соединений; Охотникова, Нина Анатольевна, нач. отделения ЦЗЛ, Тихонов, Николай Захарович, бригадир, Сорокин, Герман Алексеевич, бывший директор, работники Актюбинского завода хромовых соединений; Рябин, Виктор Афанасьевич, директор, Середа, Борис Петрович, зав. отделом, Попильский, Михаил Яковлевич, зав. сектором, Решетников, Борис Спиридонович, ст. н. с., работники УрНИХИ с опытным заводом, — за разработку прогрессивных способов получения хромсодержащих продуктов, обеспечивших их многотоннажное производство
2. Михайлов, Юрий Александрович, Суходрев, Нина Кузьминична, ст. н. с., Шиканов, Андрей Сергеевич, Федотов, Сергей Иванович, зав. секторами, сотрудники ФИАН имени П. Н. Лебедева; Шпольский Михаил Рефильевич (Рафаилович), руководитель отдела, Вомпе, Александр Фёдорович, Шапиро, Борис Исаакович, руководители секторов, Уварова, Наталья Валентиновна, и. о. руководителя сектора, Живилова, Мария Григорьевна, инженер, Крестовникова, Тамара Ивановна, Хейнман, Анатолий Самойлович, ст. н. с., работники ВГНИПИ химико-фотографической промышленности, — за разработку и применение фотографических материалов для астрономии, спектроскопии и диагностики термоядерной лазерной плазмы
3. Мясоедов, Николай Фёдорович, зам. директора, Сидоров, Георгий Васильевич, Шевченко, Валерий Павлович, Лавров, Олег Владимирович, зав. группами, сотрудники ИМГАН; Тупицын, Игорь Фёдорович, нач. лаборатории, Мишин, Вячеслав Иванович, нач. сектора, сотрудники ГИПХ; Гребенюк, Анатолий Михайлович, гл. инженер, Прокофьева, Галина Петровна, нач. цеха, работники опытного завода того же института; Каминский, Юрий Леонович, нач. лаборатории, Румянцева, Людмила Николаевна, нач. группы РИАН имени В. Г. Хлопина; Попова, Галли Леонидовна, нач. отдела ГК по использованию атомной энергии СССР; Михайлов, Кирилл Сергеевич, инженер-радиохимик, — за разработку и освоение производства меченных тритием соединений для физико-химической биологии и биотехнологии
4. Атаниязов, Рахман, нач. Центральной ГФЭ, Николаев, Анатолий Андреевич, гл. геолог Восточной ГГФЭ, Мирзаханов, Мирзахан Керимхан оглы, гл. геолог, Чавушян, Рафик Егишевич, нач. отдела, Гаврилов, Юрий Алексеевич, гл. инженер, сотрудники Управления геологии Туркменской ССР; Беленький, Филипп Григорьевич, нач., Смирнов, Ростислав Сергеевич, гл. геолог, Шумский, Василий Васильевич, буровой мастер, Колатов, Дурды Айкешевич, нач. службы, работники Нефтеразведочной экспедиции того же управления; Ходжакулиев, Ягшимурад Агамурадович, ч.-к. АН Туркменской ССР, директор, Давыдов, Алегро Николаевич, нач. партии, сотрудники Туркменского НИГРИ, — за открытие, ускоренную и высокоэффективную разведку уникального Даулетабад-Донмезского газоконденсатного месторождения в Туркменской ССР
5. Жданов, Юрий Андреевич, руководитель работы, ч.-к. АН СССР, ректор, Горстко, Александр Борисович, зав. кафедрой РГУ имени М. А. Суслова; Ворович, Иосиф Израилевич-Гиршевич, ч.-к. АН СССР, директор, Сурков, Фёдор Алексеевич, зам. директора, Домбровский, Юрий Анатольевич, зав. отделом, сотрудники НИИ механики и прикладной математики РГУ имени М. А. Суслова; Макаров, Эдуард Владимирович, директор, Алдакимова, Августина Яковлевна, зав. лабораторией, Воловик, Станислав Петрович, зав. отделом, сотрудники Азовского НИИ рыбного хозяйства; Бронфман, Александр Моисеевич, зав. отделом Морского ГФИ АН УССР, — за создание имитационной модели экосистемы Азовского моря и её использование для системного анализа, прогнозирования и управления природно-техническим комплексом
6. Соколов, Георгий Михайлович, руководитель работы, управляющий, Горбач, Зинаида Адамовна, зам. гл. бухгалтера, работники Московской городской конторы Стройбанка СССР; Ворошин, Алексей Павлович, нач., Панфилов, Алексей Борисович, зам. нач., работники ВЦ той же конторы; Беляков-Бодин, Виктор Игоревич, нач. отдела НИИ; Горский, Лев Константинович, нач. отделения НИЦ; Новицкий, Алексей Максимович, нач. ГВЦ Стройбанка СССР, — за создание и внедрение интегрированной автоматизированной системы финансирования и кредитования капитального строительства
7. Зимон, Илья Львович, директор ПТИ по организации технической помощи строительным организациям и предприятиям; Кан, Павел Харитонович, зам. нач. ГСАУ по ирригации и строительству совхозов; Клемышев, Юрий Иванович, ген. директор ПО «Каширстройиндустрия»; Лихошерстов, Геннадий Васильевич, управляющий монтажным трестом «Голодностепирмонтаж»; Сивоконев, Павел Алексеевич, нач. передвижной мехколонны № 16 Территориального управления по орошению земель и строительству совхозов в Голодной степи; Маджидов, Уриш Хамидович, бывший нач. Управления по орошению и освоению земель Джизакской степи; Моховиков, Владимир Фёдорович, бывший управляющий СМТ по промышленно-гражданскому строительству «Иржарсовхозстрой»; Палванов, Джаксылык Палванович, нач. Управления по ирригации и строительству совхозов Каракалпакской АССР; Ражобов, Бури, бригадир передвижной мехколонны № 2 СМТ по ПГС «Бустонсовхозстрой»; Цуцман Николай Михайлович, директор ГСАПИИ по ПГПС совхозов на мелиорируемых землях в республиках Средней Азии и Казахстана; Хакимов, Мейли Самадович, бригадир передвижной мехколонны № 4 СМТ по ПГС «Каршипромжилстрой», — за разработку и внедрение методов комплексного освоения пустынных земель Средней Азии
8. Олейников, Владимир Дмитриевич, гл. конструктор, Марков, Виктор Егорович, бывший ген. директор, Грабельский, Натан Исаакович, гл. инженер ГСКБ, Полунин, Юрий Петрович, Жихарев, Сергей Васильевич, зав. отделами ГСКБ, Саврасов, Борис Алексеевич, газоэлектросварщик ГСКБ, работники Воронежского По по машинам для очистки и сушки зерна; Моргунов, Анатолий Александрович, гл. технолог завода «Воронежсельмаш»; Алёхин, Иван Тихонович, директор завода «Брянсксельмаш» имени 60-летия СССР; Гозман, Григорий Исаакович, гл. технолог управления ГК СССР по производственно-техническому обеспечению сельского хозяйства; Ровный, Геннадий Андреевич, зав. отделом ВНИИСХМ имени В. П. Горячкина; Анискин, Владимир Ильич, зав. отделом ВНИИМСХ ВАСХНИЛ; Зенищев, Вадим Андреевич, инженер-механик, — за создание и внедрение в с/х производство машин и оборудования для комплексной механизации обработки зерна в колхозах и совхозах
9. Банковский, Юрий Владимирович, зав. отделом, Гурычев, Станислав Евгеньевич, гл. инженер, работники СКБ расточных станков, Кабаидзе, Владимир Павлович, ген. директор, Масловский, Юрий Витальевич, гл. инженер, Чекалов, Борис Антонович, гл. технолог, Костин, Александр Михайлович, бригадир слесарей, работники Ивановского станкостроительного ПО имени 50-летия СССР; Бойков, Константин Гаврилович, гл. конструктор проекта, Зыков, Аркадий Александрович, гл. инженер, работники СКБ шлифовального оборудования ЛССПО имени Я. М. Свердлова; Таллер, Борис Николаевич, ген. директор, Поляков, Валентин Иванович, гл. технолог ССЗ имени Ильича; Дзанашвили, Гурами Форевич, зам. нач. ВПО по производству подшипников качения; Фирсов, Константин Яковлевич, гл. инженер ВПО по производству тяжёлых и уникальных станков, — за создание и промышленное внедрение высокоэффективного оборудования для гибкого автоматизированного производства сложных корпусных деталей и финишной обработки колец высокочастотных приборных подшипников
10. Богатов, Николай Александрович, за. нач. отдела Госплана СССР; Вольпер, Юлий Давидович, ст. н. с. ВНИКТИ трубной промышленности; Ермолюк, Юрий Николаевич, зав. сектором ВНИКТИММ; Иванов, Владимир Николаевич, зав. отделом ВНИКТИ токов высокой частоты имени В. П. Вологдина; Колесников, Валентин Иванович, гл. инженер проекта УГИПМЗ; Лесечко, Владислав Александрович, нач. отдела, Сиомик, Александр Константинович, нач. цеха, работники ВМЗ; Медведев, Александр Иванович, зам. гл. инженера, Овчаров, Марк Сергеевич, гл. инженер проекта, работники ПО «Электростальтяжмаш»; Скачко, Юрий Николаевич, ст. н. с. ИЭС АН УССР имени Е. О. Патона, — за разработку и промышленное внедрение технологии и комплекса машин для производства экономичных нефтегазопроводных труб ответственного назначения диаметром до 530 мм.
11. Горбунов, Геннадий Васильевич, руководитель работы, ген. директор Минского ПО по выпуску автоматических линий имени 60-летия Великого Октября; Линкевич, Валерий Яковлевич, зам. гл. инженера, Шпак, Геннадий Григорьевич, нач. цеха, Бондарчук, Владимир Васильевич, зам. нач. цеха, работники МЗАЛ имени имени П. М. Машерова; Кудянов, Анатолий Васильевич, гл. инженер, Татаров, Юрий Николаевич, гл. конструктор, Бортницкий, Святослав Иванович, Телешев, Александр Петрович, зав. отделами, Раптуновский, Александр Соломонович, Узилевский, Виктор Семёнович, зав. секторами, сотрудники Минского СКБ автоматических линий; Галко, Владимир Григорьевич, секретарь парткома МТЗ имени В. И. Ленина; Зыбов, Мстислав Викторович, и. о. технического директора ГАЗ, — за создание и промышленное внедрение комплексов автоматических линий и специальных станков для механической обработки основных деталей ходовой части автомобилей и тракторов
12. Диденко, Александр Маркович, зам. нач., Ерёменко, Борис Степанович, Пучков, Анатолий Илларионович, ведущие конструкторы, Лущицкий, Юрий Васильевич, зав. лабораторией, работники ГСКБ по двигателям средней мощности, Змиевский, Николай Никифорович, гл. инженер, Лоторев, Алексей Фомич, испытатель двигателей, работники Харьковского МСЗ «Серп и молот»; Костин, Анатолий Александрович, гл. инженер ХЗТД; Петренко, Константин Петрович, директор, Лысенко, Виктор Николаевич, гл. инженер Дергачевского завода турбокомпрессоров; Поветкин, Герман Митрофанович, ст. н. с. НПО по тракторостроению «НАТИ»; Симсон, Альфред Эдуардович, зав. кафедрой ХИИЖДТ имени С. М. Кирова; Цайзер, Герберт Георгиевич, гл. инженер ЧТЗ имени В. И. Ленина, — за разработку и внедрение в поточно-массовое производство тракторных и комбайновых дизелей повышенной мощности и экономичности с эффективными системами газотурбинного надува
13. Агафонов, Валентин Григорьевич, гл. инженер ЛМП; Андросов, Виктор Яковлевич, механик-наставник НМП; Драницын, Сергей Никитич, зам. директора, Большаков, Валентин Филиппович, зав. сектором НЦИИМФ; Вахрамеев, Юрий Зосимович, нач. службы ЧМП; Маланюк, Евгений Анисимович, гл. инженер Балтийского ЦПКБ с экспериментальным (опытным) производством; Митусова, Тамара Никитична, зав. секторм ВНИИ по переработке нефти; Раевская, Евгения Андреевна, ст. инженер ВО по строительству судов, технической эксплуатации и ремонту флота; Солодухин, Валентин Михайлович, зам. нач. цеха Одесского СРЗ имени 50-летия Советской Украины; Сальников, Евгений Семёнович, нач. отдела ДВМП; Самойлов, Геннадий Фёдорович, ст. механик теплохода «Ковда» СМП; Цветков, Олег Сергеевич, нач. отдела БМП, — за разработку и внедрение на морском транспорте комплекса новых технологий, обеспечивающих экономию всех видов топливно-энергетических ресурсов
14. Азаров, Алексей Данилович, нач. лаборатории, Иващенко, Александр Васильевич, Минкин, Леонид Кондратьевич, нач. отделов, Серов, Борис Яковлевич, гл. инженер, Титов, Виктор Васильевич, директор, сотрудники НИИ; Бекичев, Вячеслав Иванович, нач. лаборатории НПО; Горфинкель, Борис Исаакович, нач., Севостьянов, Владимир Петрович, Сухариер, Айзик Самуилович, нач. лабораторий ОКБ завода; Екимов, Евгений Гаврилович, ген. директор ПО; Царёв, Валерий Павлович, гл. инженер завода; Цветков, Виктор Николаевич, ч.-к. АН СССР, зав. лабораторией ИВСАН, — за разработку, организацию производства и обеспечение народного хозяйства СССР индикаторными устройствами
15. Алиев, Рафик Азиз оглы, директор, Тер-Хачатуров, Аркадий Амбарцумович, профессор, Ибрагимов, Исмаил Али оглы, академик АН АзССР, ректор, Алиев, Тофик Мамедович, ч.-к. АН АзССР, зав. кафедрой, Кривошеев, Владимир Петрович, ст. преподаватель, Эфендиев, Исрайыл Рустам оглы, доцент, сотрудники Сумгаитского втуза — филиала Азинефтехим имени М. А. Азизбекова; Березовский, Валерий Александрович, зам. директора ВНИПИННП; Гусейнов, Абдулгусейн Мамед Джафар оглы, директор, Гусейнов, Эльман Аликули оглы, нач. цеха, Исмаилов, Ахмед Ахад оглы, нач. ИВЦ, работники Новобакинского НПЗ имени Владимира Ильича; Уланов, Георгий Михайлович, зав. лабораторией ИПУ, — за разработку и внедрение управляющих и информационных систем для повышения эффективности производства нефтеперерабатывающей промышленности АзССР
16. Баранов, Александр Серафимович, нач. отдела МСЗ; Гриценко, Владимир Ильич, зам. директора, Заболотный, Виктор Иванович, Рухлядев, Юрий Николаевич, гл. конструкторы проектов, Мороз, Сергей Семёнович, нач. сектора, Сиверский, Павел Михайлович, нач. отделения СКБ, сотрудники ИК имени В. М. Глушкова АН УССР; Коновалов, Владимир Николаевич, ст. н. с. ГНИИГА; Король, Радомир Степанович, нач. управления министерства; Махонькин, Юрий Емельянович, нач. отделения, Чуенков, Валерий Иванович, нач. сектора НИИ; Папченко, Олег Михайлович, зам. нач. отдела механического завода, — за разработку и широкое внедрение в народное хозяйство высокопроизводительной автоматизированной системы обработки результатов испытаний авиационой техники
17. Александров, Николай Васильевич, Хвальковский, Алексей Васильевич, ст. н. с., Петрашко, Алексей Иванович, директор, Огоньков, Вячеслав Григорьевич, зав. отделом; Березин, Виталий Борисович, зав. группой, Кукульская, Александра Николаевна, пропитчица, сотрудники ВНИПТИ электроизоляционных материалов и фольгированных диэлектриков; Бобылёв, Олег Васильевич, гл. инженер ПО «Электроизолит»; Борзов, Владимир Григорьевич, гл. инженер Нижнеудинской слюдяной фабрики ПО «Иркутскслюда»; Кузьмин, Александр Илларионович, директор Балащовского слюдяного комбината; Шологон, Иван Михайлович, зам. директора УНИИПМ; Виноградова, Раиса Николаевна, клейщица Наро-Фоминского завода электроизоляционных материалов; Сушкова, Инна Тимофеевна — за разработку и внедрение в народное хозяйство широкой номенклатуры электроизоляционных материалов на основе слюдяных бумаг
18. Аблязов, Владимир Сергеевич, нач. отдела СКБ, Арманд, Неон Александрович, зам. директора, Шутко, Анатолий Михайлович, ст. н. с., работники ИРТЭАН; Егоров, Сергей Тихонович, нач. лаборатории НИИ; Емельянов, Валентин Александрович, зав. отделом, Леонидов, Владимир Александрович, зав. лабораторией, сотрудники ВНИИГМ имени А. Н. Костякова; Инюткин, Игорь Иванович, нач. отдела ВНИИ применения гражданской авиации в народном хозяйстве; Кондратьев, Кирилл Яковлевич, ч.-к. АН СССР, зав. отделом, Шульгина, Евгения Михайловна, ст. н. с. ГГО имени А. И. Воейкова; Сазонов, Николай Владимирович, зам. нач. центра «АИУС-агроресурсы» ВНИПТИК; Башаринов, Анатолий Евгеньевич, — за разработку научных основ дистанционного СВЧ радиометрического метода и его использование для оперативного определения влажности почв и уровня грунтовых вод
19. Алексеев, Олег Васильевич, зав. кафедрой ЛЭТИ имени В. И. Ульянова (Ленина); Ацеров, Юрий Сергеевич, председатель ВО электронавигации и спутниковой связи; Бехтерев, Андрей Петрович, нач. сектора ЛПО имени Н. Г. Козицкого; Павленко, Михаил Александрович, зам. директора, Кравченко, Леонид Яковлевич, регулировщик радиоаппаратуры, Калюжный, Игорь Леонидович, гл. инженер, Черницкий, Александр Алексеевич, нач. отдела КБ, работники завода; Марынчак, Василий Сергеевич, нач. управления, Хитров, Валентин Иванович, зам. гл. инженера КБ, Щепановский, Арнольд Анатольевич, нач. отдела МРХ СССР, — за разработку, организацию производства и переоснащение флота эффективной радиопередающей аппаратурой КВ диапазона
20. Антонюк, Иван Филиппович, управляющий ВГСТ по строительству, монтажу радиотелевизионных сооружений и РЛС; Дежурный, Игорь Иванович, нач. отдела, Кузьмин, Владимир Михайлович, нач. лаборатории, Климчук, Владимир Александрович, Фомин, Олег Дмитриевич, нач. секторов, Попова, Татьяна Стефановна, монтажница, Пономаренко, Владимир Александрович, инженер-конструктор 1 категории, работники Воронежского ПО «Электросигнал»; Лукьянова, Ольга Леонидовна, нач. отдела Куйбышевского отделения ГНИИР; Марковский, Иван Васильевич, председатель колхоза имени И. В. Мичурина Красноармейского района Краснодарского края; Шкуд, Моисей Абрамович, гл. специалист ГСПИ; Крипайтис, Валентин Александрович, зам. министра, — за создание, серийное освоение и внедрение в народное хозяйство комплекса аппаратуры УКВ радиосвязи с подвижными объектами
21. Агошков, Михаил Иванович, зав. отделом, Бочкарёв, Борис Николаевич, ведущий инженер, Панфилов, Евгений Иванович, зав. лабораторией, Терпогосов, Завен Александрович, Рыжов, Владимир Петрович, Шитарев, Вадим Георгиевич, ст. н. с., Синдаровская, Наталья Николаевна, ст. инженер, сотрудники ИПКОНАН; Виноградов, Владимир Самойлович, зам. министра МЧМ СССР; Глейзер, Макс Исаакович, зам. зав. лабораторией ВНИИГММД; Рожченко, Евгений Николаевич, зам. МУП СССР; Иофин, Станислав Леонидович, директор ВНИПКИГДЦМ; Симаков, Владимир Алексеевич, зав. кафедрой МГРИ имени С. Орджоникидзе, — за создание научных основ рационального извлечения запасов твёрдых полезных ископаемых и внедрение результатов в горную промышленность.
22. Варначёв, Евгений Андреевич, руководитель работы, ген. директор, Мунарев, Юрий Степанович, нач. цеха, Стариков, Станислав Григорьевич, ст. мастер, работники ПО «Уралмаш»; Мочалов, Лев Данилович, нач. КБ, Плешков, Пётр Павлович, гл. инженер проекта, сотрудники НИИ Уралмаша; Архангельский, Владислав Леонидович, гл. конструктор отдела управления МНП СССР; Сафиуллин, Мидхат Назифуллович, зам. нач. Тюменского ГПУ по нефтяной и газовой промышленности; Воевода, Александр Никифорович, нач. отдела, Агафонов, Вениамин Максимович, буровой мастер Сургутского управления буровых работ № 1; Мищевич, Виктор Ильич, нач. отдела ГК СССР по науке и технике; Сивак, Владимир Никифорович, зам. нач. управления ПО «Юганскнефтегаз»; Цареградский, Юрий Петрович, зав. отделом ВНИПКИНМ, — за создание и промышленное внедрение буровой установки БУ 3000 ЭУК для строительства кустов скважин, обеспечившей высокие темпы роста объёмов буровых работ и наращивание добычи нефти в Западной Сибири.
23. Кипко, Эрнест Яковлевич, руководитель работы, ген. директор, Полозов, Юрий Аркадьевич, зам. ген. директора, Лагунов, Владимир Андреевич, нач. экспедиции, Попов, Игорь Валерьевич, зам. нач. экспедиции, Лушникова, Оксана Юрьевна, гл. инженер экспедиции, работники СПГО по тампонажным и геологоразведочным работам; Ивачёв, Леонтий Михайлович, зав. кафедрой ДПИ; Насонов, Илья Дмитриевич, профессор МГИ; Саламатов, Михаил Антонович, зав. кафедрой СвГИ имени В. В. Вахрушева, — за разработку и внедрение нового комплексного метода тампонажа обводнённых горных пород при сооружении шахт в сложных горно-геологических условиях.
24. Акованцев, Анатолий Иванович, доводчик-притирщик, Кошурин, Александр Вяченславович, ген. директор, Чувашов, Юрий Николаевич, зам. ген. директора, Никифоров, Александр Михайлович, гл. инженер, Петров, Николай Ефимович, прессовщик, Ядыкин, Евгений Павлович, механик, работники ЛПООЦМ «Красный выборжец»; Касаткин, Николай Иванович, декан, Белов, Вячеслав Григорьевич, ст. преподаватель ВЗМСИ; Шевакин, Юрий Фёдорович, директор, Рытиков, Александр Михайлович, зам. директора ГНИПКИСОЦМ; Страхов, Геннадий Николаевич, нач. ВПООЦМ; Жукевич-Стоша, Николай Евгеньевич, ст. н. с. ВНИПКИММ, — за разработку комплексной технологии и освоение производства экономичных полых профилей проката из меди и её сплавов
25. Готин, Валерий Николаевич, руководитель работы, ст. н. с., Шалимов, Анатолий Георгиевич, зам. директора, сотрудники ЦНИИЧМ имени И. П. Бардина; Виноградов, Виталий Михайлович, ген. директор, Пирожников, Виктор Евгеньевич, зав. лабораторией НПО по автоматизации чёрной металлургии; Косырев, Лев Константинович, бывший гл. инженер, Житков, Николай Константинович, нач. группы лаборатории, Зиняев, Николай Иванович, сталевар, работники ЭМЗ «Электросталь» имени И. Ф. Тевосяна; Пучков, Лев Михайлович, директор ЗМЗ; Максутов, Рашат Фасхеевич, гл. инженер ЧМЗ; Горин, Владимир Александрович, нач. сектора ВНИИАМ; Трегубенко, Игорь Александрович, ст. мастер ЭМЗ «Днепроспецсталь» имени А. Н. Кузьмина, — за разработку и внедрение новой технологии вакуумного дугового переплава высоколегированных сплавов ответственного назначения
26. Алиджанов, Али Халилович, зам. председателя Новосибирского горисполкома; Бороданов, Михаил Матвеевич, нач. Тюменского ПСМО по строительству железных дорог в Западной Сибири; Жуков, Евгений Михайлович, управляющий Сургутским СТГРТС; Мелконов, Семён Степанович, зам. МТС СССР; Мориц, Эрнст Яковлевич, гл. инженер управления; Скворцов, Виктор Михайлович, нач. СвЖД; Солохин, Валентин Фёдорович, управляющий ССТ № 11 Главмостостроя; Чепуркин, Василий Васильевич, нач. управления МПС СССР; Якубов, Анатолий Александрович, гл. специалист отдела Сибирского ГПИИТС; Коротчаев, Дмитрий Иванович, — за разработку и внедрение прогрессивных технических решений, обеспечивших ускореное строительство железных дорог в нефтеносных районах Тюменской области
27. Баскакова, Валентина Григорьевна, зам. гл. инженера Латвийского ГИПГС; Страутс, Валдис Мартынович, гл. инженер СПДРСТ «Ригадорремстрой»; Цариковский, Игорь Фёдорович, гл. инженер, Фадеев, Иван Иванович, нач. отдела СКБ, Старокадомский, Сергей Михайлович, нач. отдела МСТ № 5, Кондоуров, Валентин Сергеевич, нач., Дмитриев, Владимир Алексеевич, бывший гл. инженер мостоотряда № 17, работники Главного управления по строительству мостов; Ройзман, Исаак Борухович, зав. лабораторией ВНИИТС; Фукс, Георгий Борисович, гл. инженер проекта Киевского филиала Государственного института по изысканиям и проектированию автомобильных дорог, — за комплекс инженерных сооружений по трассе мостового перехода через Даугаву в Риге
28. Богницкий, Исаак Яковлевич, Герасимов, Аркадий Фёдорович, Ильин, Владимир Алексеевич, Фомин, Андрей Владимирович — за разработку новых электротехнических приборов — молекулярных конденсаторов
29. Захаров, Анатолий Павлович и Ширяев, Владимир Тихонович — сотрудники Нальчикского электровакуумного завода (Постановлением ЦК КПСС и Совета Министров СССР от 5 ноября 1983 г. № 1062—336 п.40) за разработку принципиально новых технологий и оборудования для производства глетиконов — передающих приборов для цветного телевидения в соответствии с государственным заказом[2].

- Гринберг, Исаак Павлович
- Кеирим-Маркус, Игорь Борисович — за участие в повышении радиационной безопасности персонала атомных предприятий
- Козлов, Дмитрий Ильич
- Павловский, Александр Иванович
- Сатанов, Манас Мамырович — за создание уникального гамма — активационного комплекса (постановлением ЦК КПСС и совета министров СССР от 05.11.1983 г.)
- Спасский, Игорь Дмитриевич
- Скрябин Константин Георгиевич
- Тимофеев, Олег Александрович — за разработку и внедрение новых радиоэлектронных приборов
- Ульянов, Вольдемар Петрович — за работу в области морской технологии
- Штром, Маркс Иосифович — за повышение эффективности различных оборонных технологий

### За учебники
Для высших учебных заведений
1. Виноградов, Иван Матвеевич — за учебник «Основы теории чисел» (1981, 9-е издание)
2. Ржевский, Владимир Васильевич, ректор МГИ, — за учебники «Процессы открытых горных работ» и «Технология и комплексная механизация открытых горных пород» (1978, 1980, 3-е издание)

Для средней школы
1. Максимов, Николай Александрович, гл. редактор журнала «География в школе», — за учебник 5-го класса «Физическая география» (1981, 14-е издание)

Для системы партийной учёбы и экономического образования
1. Афанасьев, Виктор Григорьевич, гл. редактор газеты «Правда», — за учебник «Основы философских знаний» (1981, 12-е издание)

## 1984

### В области науки
1. Алфёров, Жорес Иванович, зав. лабораторрией, Гореленок, Алексей Тихонович, Конников, Самуил Гиршевич, ст. н. с. ФТИАН имени А. Ф. Иоффе; Елисеев, Пётр Георгиевич, зав. сектором, Богатов, Александр Петрович, Васильев, Михаил Григорьевич, Дураев, Владимир Петрович, ст. н. с., Свердлов, Борис Натанович, мл. н. с. ФИАН имени П. Н. Лебедева; Мильвидский, Михаил Григорьевич, зам. директора, Долгинов, Лев Маркович, Дружинина, Лариса Владимировна, Шевченко, Евгения Георгиевна, ст. Н. с. ГНИПИРМП, — за цикл работ «Изопериодические гетероструктуры многокомпонентных (четвертных) твёрдых растворов полупроводниковых соединений А6В5» (1971—1981)
2. Белов, Константин Петрович, Кондорский, Евгений Иванович, зав. кафедрами, Звездин, Анатолий Константинович, Левитин, Рудольф Зиновьевич, Кадомцева, Антонина Михайловна, ст. н. с., Никитин Сергей Александрович, Соколов, Владимир Иванович, доценты МГУ имени М. В. Ломоносова; Дзялошинский, Игорь Ехиельевич, ч.-к. АН СССР, зав. сектором ИТФАН имен Л. Д. Ландау, Дерягин, Александр Васильевич, нач. лаборатории ВНИИМЭТ; Самохвалов, Алексей Андреевич, зав. лабораторией, Ирхин, Юрий Павлович, ст. н. с. ИФМ УрНЦ АН СССР; Нагаев, Эдуард Леонович, нач. лаборатории ВНИКТИ, — за цикл работ «Магнетизм и электронная структура редкоземельных и урановых соединений» (1959—1982)
3. Боголюбов, Николай Николаевич, академик, директор, Ширков, Дмитрий Васильевич, ч.-к. АН СССР, нач. сектора ОИЯИ; Логунов, Анатолий Алексеевич, академик, ректор МГУ имени М. В. Ломоносова, — за цикл работ «Метод ренормализационной группы в теории полей» (1955—1956)
4. Бокуть, Борис Васильевич, академик АН БССР, ректор ГГУ; Волосов, Владимир Давидович, ст. н. с. ГОИ имени С. И. Вавилова; Дмитриев, Валентин Георгиевич, нач. отделения, Рустамов, Саидазим Рустамович, нач. лаборатории НИИ; Сухоруков, Анатолий Петрович, профессор, Ковригин, Александр Иванович, доцент МГУ имени М. В. Ломоносова; Кулевский, Лев Александрович, ст. н. с. ИОФАН, Пискарскас, Альгис Стяпович, зав. кафедрой ВГУ имени В. С. Капсукаса; Усманов, Тимурбек, зав. лабораторией Института электроники имени У. А. Арифова АН УзССР; Фрейдман, Геннадий Иосифович, зав. лабораторией ИПФАН, — за цикл работ «Высокоэффективное нелинейное преобразование частоты в кристаллах и создание перестраиваемых источников когерентного оптического излучения» (1963—1982)
5. Векуа, Илья Несторович, академик, — за монографию «Некоторые общие методы построения вариантов теории оболочек» (1982)
6. Матросов, Владимир Мефодьевич, директор, Васильев, Станислав Николаевич, Козлов, Равиль Измайлович, Анапольский, Леонид Юкелевич, зав. лабораториями Иркутского ВЦ СО АН СССР; Земляков, Александр Сергеевич, доцент КАИ имени А. Н. Туполева, — за цикл работ «Разведка метода векторных функций Ляпунова для анализа устойчивости и других динамических свойств нелинейных систем» (1962—1981)
7. Григялис, Альгимантас Антанович, руководитель сектора, Иодказис, Витаутас Ионович, руководитель отдела, Сувейдзис, Повилас Иокубович, Шляупе, Александрас Иозович, ст. н. с. Литовского НИГРИ; Биргер, Артур Янович, зам. нач. управления геологии ЛССР; Страуме, Янис Алфредович, гл. геолог комплексной ГРЭ; Брангулис, Арнис Петрович, зам. ген. директора ВМНПОИГ; Вонсавичюс, Витаутас Пятрович, гл. геолог управления геологии Литовской ССР; Стумбур, Калье Альфредович, гл. геолог, Каяк, Калью Фердинандович, ст. геолог Кейлаской ГЭ управления геологии ЭССР; Пууре, Вяйно Александрович, руководитель сектора Института геологии АН ЭССР, — за комплексное геологическое изучение территории Прибалтийского региона СССР и составление сводных геологических карт масштаба 1:500 000
8. Аваева, Светлана Михайловна, Варфоломеев, Сергей Дмитриевич, зав. отделами, Кочетов, Герман Александрович, зам. зав. отделом, Наградова, Наталья Константиновна, ст. н. с., работники межфакультетной проблемной НИЛ молекулярной биологии и биоорганической химии, Виноградов, Андрей Дмитриевич, Северин, Евгений Сергеевич, профессора МГУ имени М. В. Ломоносова; Антонов, Владимир Константинович, зав. лабораторией ИБХАН имени М. М. Шемякина; Хомутов, Радий Михайлович, ч.-к. АН СССР, зам. директора, Карпейский, Марат Яковлевич, зав. лабораторией ИМБАН; Клесов, Анатолий Алексеевич, зав. лабораторией ИБХАН имени А. Н. Баха; Курганов, Борис Иванович, зав. лабораторией НПО «Витамины»; Лаврик, Ольга Ивановна, ст. н. с. Новосибирского ИОХ СО АН СССР, — за цикл работ «Химические основы биологического катализа» (1964—1982)
9. Бутенко, Раиса Георгиевна, ч.-к. АН СССР, зав. лабораторией, Шамина, Злата Борисовна, Дмитриева, Наталья Николаевна, Попов, Александр Сергеевич, ст. н. с. ИФРАН имени К. А. Тимирязева; Сытник, Константин Меркурьевич, академик АН УССР, директор, Глеба, Юрий Юрьевич, зав. отделом, Комарницкий, Игорь Климентьевич, Сидоров, Владимир Анатольевич, ст. н. с. Института ботаники имени Н. Г. Холодного АН УССР; Витенко, Владимир Андреевич, директор, Кучко, Анатолий Андреевич, зав. группой УНИИ картофельного хозяйства Южного отделения ВАСХНИЛ, — за цикл работ «Разработка фундаментальных основ клеточной (генетической) инженерии растений» (1964—1982)
10. Седов, Валентин Васильевич, зав. сектором ИААН, — за монографию «Восточные славяне в VI—XIII веках» (1982)
11. Громыко, Анатолий Андреевич — за монографию «Внешняя экспансия капитала: история и современность» (1982)
12. Карпец, Игорь Иванович, директор Всесоюзного института по изучению причин и разработке мер предупреждения преступности; Кудрявцев, Владимир Николаевич, ч.-к. АН СССР, директор, Яковлев, Александр Максимович, зав. сектором ИГПАН; Кузнецова, Нинель Фёдоровна, профессор МГУ имени М. В. Ломоносова; Сахаров, Александр Борисович, профессор МВШМ, — за цикл работ «Разработка теоретических основ советской криминологии» (1961—1982)
13. Адо, Андрей Дмитриевич, академик АМН СССР, зав. отделом Института иммунологии, — за монографию «Общая аллергология» (1978)
14. Глушко, Валентин Петрович, руководитель работы, зав. сектором, Гурвич, Лев Вениаминович, зав. отделом, Медведев, Вадим Андреевич, Юнгман, Владимир Степанович, зав. лабораториями, Бергман, Георгий Андреевич, Вейц, Инесса Вениаминовна, Худяков, Владимир Александрович, ст. н. с. ИВТАН; Алемасов, Вячеслав Евгеньевич, зав. кафедрой, Дрегалин, Анатолий Фёдорович, профессор, КАИ имени А. Н. Туполева; Васильев, Владимир Павлович, зав. кафедрой ИХТИ; Колесов, Виктор Петрович, ст. н. с. МГУ имени М. В. Ломоносова; Хачкурузов, Георгий Акопович, ст. н. с. ГИПХ, — за цикл работ «Создание системы данных о термодинамических свойствах индивидуальных веществ и продуктов сгорания» (1965—1982)

### В области техники
1. Гришкявичюс, Альгирдас Ляонович, руководитель работы, директор, Бернатонис, Витаутас Пранович, зам. директора, Вижайникшис, Пятрас Ионович, гл. механик, Кильман, Олег Давыдович, Швядас, Гинтаутас Ионович, нач. отделов, Петров Владимир Иванович, Сабаляускас, Альгирдас-Витаутас Владович, конструкторы 1-й категории, Мартиненас, Антанас Ляонович, машинист эктрудера, работники Вильнюсского ЗПИ; Шапиро, Григорий Израилевич, зав. отделом НПО «Пластик», — за создание высокопроизводительных автоматизированных безотходных производств переработки пластмасс с применением робототехники
2. Агафонов, Юрий Константинович, Быстров, Геннадий Петрович, нач. отделов, Рождественский, Виктор Владимирович, Тепляков, Евграфий Артемьевич, нач. управлений, Хафизов, Фаиз Закиевич, нач. Тюменской ТЭ, работники Тюменского ПГУ; Брехунцов, Анатолий Михайлович, ген. директор Уренгойского ПГО по разведке нефти и газа; Иванов, Валентин Иванович, гл. инженер Ямало-Ненецкого ПГО по геофизическим работам; Кулахметов, Нариман Хасанович, зам. директора, Шпильман, Владимир Ильич, зав. отделом Западно-Сибирского НИГРНИ; Монастырёв, Владимир Константинович, директор ЗСО ВНИИГМР; Ремеев, Октябрь Амирович, зам. нач. подотдела Госплана СССР; Тян, Аркиф Васильевич, гл. специалист междуведомственной территориальной комиссии по вопросам развития ЗСНГК, — за открытие и ускоренную подготовку к промышленному освоению ЯНГКМ
3. Навашин, Сергей Михайлович, руководитель работы, академик АМН СССР, директор, Бартошевич, Юрий Эдуардович, зам. директора, Савицкая, Елена Михайловна, бывший руководитель лаборатории, Левитов, Михаил Михайлович, научный консультант, Ныс, Полина Срульевна, ст. н. с., зам. нач. цеха экспериментального завода, работники ВНИИ антибиотиков; Кестнер, Адо Ильмарович, зав. кафедрой Таллинского политехнического института; Матохина, Нинель Михайловна, гл. инженер Рижского ЗМП; Милешин, Юрий Николаевич, зам. нач. лаборатории Саранского ЗМП; Швядас, Витаутас-Юозапас Каятано, ст. н. с. межфакультетской проблемной НИЛ молекулярной биологии и биоорганической химии МГУ имени М. В. Ломоносова, — за создание научных основ, разработку технологии и промышленное освоение биокаталитических процессов получения ключевых соединений для производства β-лактамных антибиотиков
4. Зайцев, Геннадий Михайлович, руководитель работы, зав., Иванов, Борис Фомич, Крутиков, Олег Арсеньевич, гл. специалисты, Ларина, Нина Сергеевна, зав. сектором, сотрудники Калининской производственной лаборатории ЦНОТУП; Галеев, Леонид Васильевич, гл. лесничий Калининского ОПОМДХ; Филиппов, Иван Егорович, директор Калашниковского Планово-учётного техникума; Шандарь, Владимир Михайлович, зам. нач. Калининского управления лесного хозяйства; Хренов, Леонид Семёнович, гл. лесничий, Чикизов, Пётр Иванович, нач. отдела, Викторенков, Михаил Николаевич, директор Нелидовского ЛПХ; Штапенко, Евгений Ефимович, директор Максатихинского ЛПХ, — за разработку и внедрение технологии производства высококачественных семян хвойных пород в специализированных комплексах для расширенного воспроизводства лесных ресурсов
5. Голубенко, Анатолий Викторович, машинист бульдозера управления эксплуатации БСК; Дубровский, Иван Васильевич, нач., Синдецкий, Николай Григорьевич, мастер ПМК № 48, Таранюк, Григорий Степанович, ст. прораб ПМК № 6, работники ПХСМО «Ставропольводстрой»; Максимов, Юрий Александрович, директор, Попов, Сергей Васильевич, зам. гл. инженера СКГИПВМС; Михеев, Николай Николаевич, зам. министра мелиорации и водного хозяйства РСФСР; Некрасов, Владислав Сергеевич, зам. председателя Ставропольского крайисполкома; Осипов, Владимир Николаевич, нач. СМУ № 1 управления строительства Горьковского метрополитена; Шевченко, Николай Леонтьевич, нач. Ставропольского краевого ПУ мелиорации и водного хозяйства; Чепелев, Александр Михайлович, звеньевой колхоза имени Войтика Александровского района Ставропольского края, — за организацию зоны высокоэффективного с/х производства на базе БСК
6. Блохина, Ирина Николаевна, академик АМН СССР, директор, Захарьевская, Нина Сергеевна, зам. директора, Киселёва, Ирина Александровна, руководитель отделения, Чадаев, Владислав Александрович, бывший нач. цеха предприятия бактерийных препаратов, сотрудники Горьковского НИИ эпидемиологии и микробиологии; Голосова, Татьяна Васильевна, Демидова, Нина Васильевна, Русанов, Валентин Михайлович, зав. лабораториями, Папко, Григорий Федосеевич, Крохина, Марина Антоновна, ст. н. с., Луковкина, Элла Николаевна, зам. гл. врача СПК, работники ЦНИИ гематологии и переливания крови; Киселёв, Анатолий Ефимович, Фром, Анатолий Александрович — за создание, широкое внедрение в медицинскую практику антистафилококковых иммунных препаратов и научное обоснование иммунотерапии стафилококковых инфекций
7. Малиновский, Николай Никодимович, руководитель работы, академик АМН СССР, зам. директора, Константинов, Борис Алексеевич, зав. отделом, Дземешкевич, Сергей Леонидович, ст. н. с., Иванов, Алексей Сергеевич, мл. н. с., работники ВНЦХ АМН СССР; Быкова, Вероника Александровна, профессор ЦИУВ; Сагалевич, Валерий Михайлович, профессор, Завалишин, Николай Николаевич, мл. н. с. МВТУ имени Н. Э. Баумана; Перимов, Юрий Александрович, нач., Картошкин, Вячеслав Михайлович, нач. лаборатории СКБ химкомбината; Цукерман, Григорий Иосифович, зав. отделением, Фурсов, Борис Александрович, руководитель группы ИССХ имени А. Н. Бакулева АМН СССР, — за научную разработку и внедрение в клиническую практику биологических протезов клапанов
8. Горбач, Михаил Владимирович, оператор раскатного стана, Исаевич, Георгий Александрович, зам. ген. директора Белорусского объединения по производству большегрузных автомобилей имени 60-летия Великого Октября; Григорьев, Анатолий Константинович, зав. кафедрой ЛПИ имени М. И. Калинина; Семибратов, Генрих Гаврилович, директор, Дризин, Борис Михайлович, Надервель, Вадим Павлович, нач. отделов, Левин, Борис Густавович, бывший нач. отдела НИТИ; Плюта, Виктор Ефимович, директор КБТО; Шуваев, Александр Иванович, зам. ген. директора Камского объединения по производству большегрузных автомобилей; Шарапов, Геннадий Александрович, сменный мастер МСЗ, Рузайкин, Борис Павлович, наладчик 6-го разряда, — за создание и внедрение в машиностроение комплекса новых методов и автоматизированного оборудования для точного холодного формообразования давлением валов и осей
9. Раскин, Вениамин Львович, Осипов, Борис Григорьевич, нач. КБ, Кошкарёв, Александр Владимирович, гл. инженер проекта, Брусников, Михаил Карпович, инженер-технолог 1-й категории ПО «Уралмаш»; Слизкий, Пётр Иванович, гл. конструктор ГРОПО Новокраматорский машиностроительный завод; Щадов, Михаил Иванович, 1-й зам. МУП СССР;Винницкий, Константин Ефимович, зам. директора ИГДАН; Витковский, Константин Васильевич, гл. инженер ПО по добыче угля «Красноярскуголь»; Волков, Николай Захарович, машинист экскаватора разреза «Назаровский»; Беседин, Владимир Захарович, ген. директор Восточно-Сибирскрого ПО по добыче угля; Портной, Теодор Залманович, зав. отделом ВНИПКИ по автоматизированному электроприводу в промышленности, сельском хозяйстве, на транспорте; Миничев, Василий Михайлович, зав. отделом ЛПЭМО «Электросила» имени С. М. Кирова, — за создание шагающих экскаваторов большой единичной мощности и внедрение на их основе бестранспортных систем разработки угольных месторождений восточных районов страны
10. Филькин, Иван Никанорович, руководитель работы, гл. конструктор, Крук, Александр Тимофеевич, ген. директор, Ковалёв, Александр Ильич, зам. гл. инженера, Соков, Владимир Ильич, Тынянов, Владислав Николаевич, Галахов, Анатолий Дмитриевич, нач. отделов, Рыженков, Павел Акимович, бригадир электромонтажников, работники Воронежского ПО ТПМ; Ланской, Евгений Николаевич, зав. кафедрой МСИИ; Фурманов, Юрий Александрович, гл. инженер, Малышев, Василий Алексеевич, наладчик 6-го разряда ПРЗ Камского объединения по производству большегрузных автомобилей, — за создание и внедрение в промышленность высокоэффективных тяжёлых и уникальных механических прессов широкой номенклатуры и на их основе автоматических линий и комплексов
11. Бурдин, Валерий Петрович, директор Норильского ПО по добыче газа; Гараев, Анатолий Иванович, гл. инженер проектов ВНИПКИ по разработке газопромысловового оборудования; Зиневич, Алексей Михайлович, директор, Спиридонов, Виктор Васильевич, зав. отделом ВНИИ по строительству магистральных трубопроводов, Коновалов, Виктор Ананьевич, Седых, Александр Дмитриевич, нач. управлений МГП СССР; Лукьянов, Владимир Валентинович, управляющий энергосистемой Норильского ГМК имени А. П. Завенягина; Накаряков, Василий Дмитриевич, ген. директор Енисейского ПО по разведке нефти и газа, Пеньковский, Ефим Михайлович, зам. нач. ГУ МСПНГП СССР; Страхов, Юрий Васильевич, нач. лаборатории мобильного треста «Спецстроймонтаж»; Тальвирский, Дмитрий Борисович, зав. сектором ВНИГРНИ; Усков, Григорий Андреевич, нач. управления Красноярского округа ГК СССР по надзору за безопасным ведением работ в промышленности и горному надзору, — за разработку научно-технических решений, обеспечивших создание комплекса сооружений по надёжному газоснабжению Норильского ГМК имени А. П. Завенягина
12. Судобин, Григорий Николаевич, зам., Иванцов, Олег Максимович, нач. ГУ МСПНГП СССР; Павлов, Николай Михайлович, директор НИПТИ «Нипиоргнефтегазстрой»; Карпенко, Михаил Петрович, зав. отделом ВНИИ по строительству магистральных трубопроводов; Мухамедов, Феликс Валеевич, нач. ГТУ по строительству магистральных трубопроводов в восточных районах страны; Рекошетов, Анатолий Антонович, нач. СМУ № 5 треста «Севертрубопроводстрой»; Сухарев, Иван Егорович, управляющий трестом «Приобьтрубопроводстрой»; Дережов, Степан Романович, зам., Халатин, Владимир Иванович, нач. управления МГП СССР; Миценмахер, Натан Михайлович, гл. инженер проектов ГНИПКИ «Южниипрогаз»; Бородавкин, Пётр Петрович, зав. кафедрой МИНГП имени И. М. Губкина; Крылов, Георгий Васильевич, зам. нач. ВПО по добыче газа в Тюменской области, — за разработку и внедрение методов поточно-скоростного строительства ТКГП Уренгой—Помары—Ужгород, обеспечивших досрочный ввод его в эксплуатацию
13. Авен, Олег Иванович, Мамиконов, Акоп Гаспарович, Эпштейн, Владимир Лазаревич, зав. лабораториями ИПУ (автоматики и телемеханики); Макаров, Игорь Михайлович, ч.-к. АН СССР, зам. МВСО СССР; Бобко, Игорь Максимович, зав. отделом ВЦ СОАН; Михалёв, Стефан Борисович, директор, Седегов, Роберт Сергеевич, зам. директора, Гринберг, Анатолий Соломонович, зав. лабораторией, сотрудники ЦНИПТИОТУ; Скурихин, Владимир Ильич, академик АН УССР, зам. директора ИК имени В. М. Глушкова АН УССР; Шорин, Виталий Георгиевич, ректор ВШПД имени Н. М. Шверника; Сидоров, Юрий Иванович, зам. нач. отдела ГУ ГК СССР по науке и технике, — за разработку теоретических основ, создание и широкое внедрение систем организационного управления с использованием ЭВМ
14. Варятин, Александр Георгиевич, Денисов, Юрий Степанович, нач. секторов, Зиман, Ян Львович, зав. отделом, Чесноков, Юрий Михайлович, зав. лабораторией, Рюмин, Валерий Викторович, зам. нач. комплекса ИКИАН; Мюллер, Карлхейнц Куртович , ч.-к. АН ГДР, ответственный за фундаментальные исследования народного предприятия «Карл Цейс Йена»; Злобин, Леонид Иванович, зам. ген. директора, Кельнер, Юрий Георгиевич, зав. отделом ГНИПЦ «Природа»; Книжников, Юрий Фирсович, зав. лабораторией МГУ имени М. В. Ломоносова; Козлов, Владимир Викторович, гл. геолог ПГО по региональному изучению геологического строения территории страны, — за разработку и внедрение в народное хозяйство методики и аппаратуры многозонального фотографирования для исследования природных ресурсов Земли из космоса
15. Никитин, Юрий Алексеевич, руководитель работы, зам.министра, Новаковская, Жанна Михайловна, ведущий инженер МЭТП СССР; Рубашов, Игорь Борисович, зам. директора, Нестеров, Виталий Александрович, Бачинский, Витольд Алексеевич, зав. отделами, Метальников, Юрий Николаевич, зав. лабораторией, сотрудники ВНИПКТИ кабельной промышленности; Пономарёв, Василий Александрович, ген. директор Киевского ПО реле и автоматики; Богуславский, Роман Евелевич, нач. отдела СПКТБ реле и автоматики; Скорохватов, Анатолий Семёнович, ст. эксперт управления ГК по науке и технике; Арсенин, Василий Яковлевич, зав. отделом ИПМАН имени М. В. Келдыша; Верещагин, Николай Викторович, зам. директора, Вавилов, Станислав Борисович, зав. лабораторией НИИ неврологии АМН СССР, — за создание базовой конструкции ряда рентгеновских томографов и разработку единой системы их математического обобщения
16. Александрова, Ариадна Тимофеевна, зав. кафедрой , Арменский, Евгений Викторинович, ректор, Ермаков, Евгений Семёнович, Львов, Борис Глебович, Минайчев, Виктор Егорович, доценты, сотрудники МИЭМ; Виноградов, Михаил Иванович, Курбатов, Олег Константинович, Толмачёв, Леонид Борисович, нач. лабораторий, Рудницкий, Ефим Михайлович, ст. н. с., Контор, Евгений Иванович, ведущий инженер, сотрудники НИИ; Рейхрудель, Эфраим Менделевич, профессор-консультант, Смирницкая, Галина Васильевна, ст. н. с. МГУ имени М. В. Ломоносова, — за создание и внедрение в промышленность сверхвысоковакуумных магниторазрядных насосов и высоковакуумных средств технологического и научного оборудования электронной техники
17. Бало, Аркадий Гаврилович, нач. отдела ПКБ, Самосадко, Дмитрий Филиппович, ведущий конструктор, Бурков, Герман Дмитриевич, зам. нач., Шевелёв, Марк Иванович, гл. гос. инспектор администрации СМП при ММФ СССР; Финкельштейн, Моисей Ионович, зав. кафедрой, Лазарев, Эдуард Ипатьевич, зав. отделом проблемной лаборатории, Глушнев, Василий Григорьевич, доцент, сотрудники РКИИГА имени Ленинского комсомола; Лосев, Валерий Михайлович, судовой гидролог ММП; Чижов, Алексей Николаевич, ст. н. с. ГГИ; Балабаев, Альберт Прокофьевич, Комов, Николай Иванович, ст. инженеры ААНИИ, — за разработку радиолокационного метода и создание бортовых приборов для измерения толщины морских и пресноводных льдов и внедрение их в народное хозяйство
18. Кузнецов, Григорий Николаевич, руководитель работы, профессор-консультант, Ардашев, Константин Аркадьевич, зав. отделом, Глушихин, Фёдор Петрович, Земисев, Владимир Назарович, Филатов, Николай Антонинович, зав. лабораториями, Шклярский, Мечислав Феликсович, зам. зав. лабораторией, Юревич, Георгий Гаврилович, ст. н. с., работники ВНИИ горной геомеханики и маркшейдерского дела; Борисов, Алексей Алексеевич, зав. кафедрой ЛГИ имени Г. В. Плеханова; Грицко, Геннадий Игнатьевич, директор ИУ СОАН; Шемякин, Евгений Иванович, ч.-к. АН СССР, директор ИГД СОАН; Катков, Геннадий Алексеевич, зав. лабораторией ИГДАН имени А. А. Скочинского, — за разработку и создание моделей геомеханических процессов с использованием эквивалентных материалов и применение этих моделей при ведении горных работ и подземном строительстве
19. Резников, Лев Моисеевич, руководитель работы, ген. директор объединения, Гуменюк, Лев Михайлович, директор по экономике, Кузнецов Виктор Иванович, гл. инженер, Григорьев, Николай Фёдорович, директор разреза имени 50-летия Октября, Денисов, Александр Евгеньевич, директор разреза «Листвянсий», Фазалов, Гакий Тагирович, директор разреза «Междуреченский», Кабчук, Вячеслав Николаевич, бригадир комплексной бригады разреза имени В. В. Вахрушева, работники Кемеровского ПО по добыче угля; Алёшин, Борис Георгиевич, гл. инженер управления МУП СССР; Пригорницкий, Иван Иванович, нач. Новоколбинского РСУ комбината «Кузбассшахтострой»; Бухтияров, Валентин Ильич, бригадир монтажников Беловского ШСМУ № 5 того же комбината; Перов, Иван Степанович, нач. Кузбасского МНУ «Кузбассэнергоуголь»; Петров, Владислав Михайлович, директор ГПИ «Гипрошахт», — за создание в Кузбассе крупного промышленного и социально-экономического комплекса по добыче каменного угля (в том числе коксующегося) открытым способом
20. Ефименко, Сергей Петрович, зам. председателя ГК СССР по науке и технике; Игнатьев, Станислав Николаевич, директор, Камардин, Алексей Михеевич, гл. инженер, Кузуб, Алексей Григорьевич, нач. отдела, Складановский, Евгений Никифорович, нач. лаборатории, Степанов, Василий Васильевич, пом. нач. цеха, работники ДМЗ имени В. И. Ленина; Терещенко, Владимир Петрович, зав. отделом Донецкого обкома КП УССР; Ярошевский, Станислав Львович, зав. лабораторией, Ярмаль, Анатолий Альфонсович, зав. группой Донецкого НИИ чёрной металлургии; Горяйнов, Геннадий Евгеньевич, директор ГНИПИМП «Гипросталь»; Банников, Юрий Григорьевич, зам. нач. управления МЧМ УССР; Мачикин, Виктор Иванович, зав. кафедрой ДПИ, — за разработку и внедрение на ДМЗ имени В. И. Ленина технологии и комплекса оборудования для выплавки чугуна с вдуванием пылеугольного топлива в горн доменных печей, обеспечивших значительную экономию коксa
21. Кугушин, Александр Андреевич, зам., Малахов, Михаил Васильевич, нач. отдела МЧМ СССР; Уваров, Владимир Тихонович, сталевар-торкретировщик ЗСМК имени 50-летия Октября; Лакунцов, Анатолий Васильевич, гл. конвертерщик ЧМК имени 50-летия СССР; Плискановский, Станислав Тихонович, зам. МЧМ УССР; Долженков, Фёдор Борисович, директор, Штепа, Евгений Дмитриевич, зав. отделом Донецкого НИИЧМ; Юзефовский, Израиль Абрамович, Чемерис, Олег Николаевич, ст. н. с. ВГИНПРОП; Рябов, Вячеслав Васильевич, гл. сталеплавильщик, Андрющенко, Анатолий Иванович, нач. лаборатории, Минин, Юрий Алексеевич, ст. сталевар НЛМК имени Ю. В. Андропова, — за разработку и внедрение циклонно-факельного способа и комплекса оборудования для торкретирования, футеровки конвертеров, обеспечивших значительное повышение эффективности кислородно-конвертерного производства стали
22. Кунаев, Аскар Минлиахмедович, президент АН Казахской ССР, Брагин, Юрий Сергеевич, гл. специалист ВПОМП; Смирнов, Леонид Андреевич, зам. директора, Гладышев, Виктор Игнатьевич, зав. лабораторией УрНИИЧМ; Шумов, Михаил Михайлович, ст. н. с. ЦНИИчермет имени И. П. Бардина; Смородинников, Александр Васильевич, директор НИПИОМОПИ «Уралмеханобр»; Акбиев, Махмут Акбиевич, директор, Емушинцев, Владислав Викторович, Мирко, Владимир Александрович, зам. гл. инженера, Цимбал, Георгий Леонидович, нач. ЦЗЛ, Бургов, Владилен Николаевич, нач. производства, работники КМК; Енин, Николай Николаевич, инженер-металлург, — за создание и внедрение в металлургическую промышленность технологии переработки фосфористого железорудногo сырья, обеспечивающей производство высокоэффективных видов листового проката и возможность вовлечения в эксплуатацию ранее неразрабатываемых месторождений этого сырья
23. Авакимов, Альберт Арамович, управляющий МСТ № 8, Рассказов, Иван Данилович, управляющий МСТ № 9, Блинков, Леонид Соломонович, управляющий МСТ № 10, Кошелев, Михаил Александрович, нач. СКБ, Чахлов, Владимир Степанович, зам. нач. СКБ, работники ГУ по строительству мостов; Чернышёв, Александр Владимирович, нач. ГУ, Котер, Владислав Альбертович, зам. нач. ГУ МТС СССР; Брусиловский, Вадим Борисович, гл. инженер проекта ГИИПМ, Гугуидзе, Григорий Николаевич, зав. лабораторией, Тюленев, Евгений Аркадьевич, ст. н. с. ВНИИТС; Васильев, Владимир Александрович, гл. инженер, Чумаков, Александр Борисович, нач. участка управления, — за новые методы строительства мостов в сложных условиях БАМа
24. Москвин, Владимир Михайлович, ст. н. с.-консультант, Алексеев, Сергей Николаевич, зав. лабораторией, Иванов, Фёдор Михайлович, Гузеев, Евгений Андреевич, зав. секторами, Подвальный, Абрам Менасьевич, руководитель группы, сотрудники НИИ бетона и железобетона; Ратинов, Виктор Борисович, профессор МАДИ; Полак, Алексей Филиппович, зав. кафедрой УНИ; Бабушкин, Владимир Иванович, проректор ХИСИ; Горчаков, Григорий Иванович, зав. кафедрой МИСИ имени В. В. Куйбышева, — за разработку теории коррозии бетона и железобетона и создание на её основе долговечных ЖБК массового строительства
25. Вайханский, Семён Семёнович, руководитель работы, директор, Петрушкин, Геннадий Иванович, гл. технолог, Утробин, Сергей Ефимович, машинист бумагоделательной машины, работники Херсонского ЦБЗ; Неволин, Валерий Фёдорович, зав. лабораторией, Каган, Моисей Рахмельевич, ст. н. с. ВПО ЦБП; Савин, Александр Михайлович, зам. гл. конструктора, Курилов, Валерий Николаевич, ведущий конструктор, Потапов, Юрий Викторович, нач. отдела ПКБ, работники ПО «Кировский завод»; Григорьев, Михаил Александрович, зав. лабораторией ЦНИАДИ; Кондратов, Владимир Викторович, зав. отделом НПО по топливной аппаратуре двигателей «ЦНИТА»; Талызин, Александр Николаевич, гл. инженер Ливенского автоагрегатного завода, — за создание и внедрение в промышленность технологии высокоэффективных фильтровальных видов бумаги и фильтрующих элементов для ДВС
26. Антонов, Николай Иванович, ген. директор, Меркулова, Наталья Георгиевна, зам. нач. лаборатории МПО «Молоко»; Боровский, Владимир Рудольфович, зав. отделом, Снежкин, Юрий Фёдорович, ст. н. с., Грабов, Леонид Николаевич, зав. отделом ОКТБ по интенсификации тепломассообменных процессов, сотрудники Института технической теплофизики АН УССР; Завьялов, Юрий Фёдорович, зав. отделом, Кондрашова, Елена Петровна, ст. н. с. ВНИБТИ; Мироненко, Людмила Ивановна, нач., Зуев, Виктор Алексеевич, гл. инженер УПП Краснодарского крайисполкома; Калунянц, Калуст Акопович, проректор МТИПП; Крупко, Степан Иванович, директор Ворошиловградской кондитерской фабрики; Крижановский, Иван Степанович, ведущий инженер НПО по проектированию и внедрению новой технологии, совершенствованию организации производства и труда, — за создание и внедрение в промышленность технологии безотходного производства новых видов пищевых продуктов

- Артеменкова, Лидия Владимировна — за участие в разработке систем радиационного контроля
- Воскресенский, Дмитрий Иванович
- Гулидов, Владимир Николаевич, директор Красноярского ЗЦМ
- Колесников, Владимир Григорьевич
- Красовский, Николай Николаевич
- Попов, Николай Сергеевич
- Радовский, Виталий Петрович
- Северин, Евгений Сергеевич
- Трутнев, Юрий Алексеевич

### За учебники
Для высших учебных заведений
1. Лопаткин, Николай Алексеевич, руководитель работы, академик АМН СССР, директор, Даренков, Анатолий Фёдорович, Крендель, Борис Матвеевич, зам. директора, Горюнов, Владимир Георгиевич, Шабад, Александр Леонович, Яненко, Элана Константиновна, ст. н. с., работники НИИ урологии; Симонов, Валентин Яковлевич, Мазо, Евсей Борисович, профессора, Ерохин, Анатолий Павлович, доцент, Морозов, Алексей Владимирович, ассистент, сотрудники 2 ММИ имени Н. И. Пирогова; Ромодан, Владимир Евгеньевич, зав. курсом УДН имени П. Лумумбы, — за учебник «Урология» (1982, 2-е издание)
2. Маслов, Николай Николаевич, зав. кафедрой МАДИ, — за учебник «Основы инженерной геологии и механики грунтов» (1982)
3. Орлова, Евгения Юлиановна, профессор МХТИ имени Д. И. Менделеева, — за учебник «Химия и технология бризантных взрывчатых веществ» (1981, 3-е издание)
4. Токин, Борис Петрович, профессор ЛГУ имени А. А. Жданова, — за учебник «Общая эмбриология» (1977, 3-е издание)

Для техникумов
1. Евдокимов, Фёдор Евдокимович, нач. отдела ЦНИИИТЭИ, — за учебник «Теоретические основы электротехники» (1981, 5-е издание)
2. Куркин, Владимир Ильич, зав. кафедрой ВЗЭТИС, — за учебник «Основы расчёта и конструирования оборудования электровакуумного производства» (1980, 2-е издание)

Для средней школы
1. Баранов, Михаил Трофимович, доцент, Ладыженская, Таиса Алексеевна, зав. кафедрой МГПИ имени В. И. Ленина; Григорян, Лариса Трофимовна, Тростенцова, Лидия Александровна, ст. н. с. НИИСМО АПН СССР, — за учебник для 4-го класса «Русский язык» (1982, 15-е изд.) и для 5—6 классов «Русский язык» (1982, 9-е изд.)

## 1985

### В области науки
1. Баронов, Гарри Семёнович, ст. н. с. ИАЭ имени И. В. Курчатова; Курбатов, Леонид Николаевич, ч.-к. АН СССР, зав. кафедрой, Бритов, Александр Дмитриевич, ст. н. с. МФТИ; Волков, Борис Андреевич, Засавицкий, Иван Иванович, Калюжная, Галина Александровна, ст. н. с., Шотов, Алексей Петрович, зав. сектором ФИАН имени П. Н. Лебедева; Косичкин, Юрий Васильевич, зав. лабораторией, Надеждинский, Александр Иванович, ст. н. с. ИОФАН; Колошников, Всеволод Григорьевич, зав. лабораторией, Курицын, Юрий Александрович, ст. н. с. ИСАН; Хаттатов, Вячеслав Усейнович, зав. отделом ЦАО, — за цикл работ «Перестраиваемые лазеры на полупроводниках А1УВУ1 и молекулярная спектроскопия высокого разрешения на их основе» (1967—1983)
2. Блинов, Лев Михайлович, зав. лабораторией, Пикин, Сергей Алексеевич, ст. н. с. ИКАН имени А. В. Шубина; Компанец, Игорь Николаевич, Ковтонюк, Николай Филиппович, ст. н. с., Васильев, Анатолий Александрович, Парфёнов, Александр Всеволодович, мл. н. с. ФИАН имени П. Н. Лебедева; Пилипович, Владимир Антонович, академик АН БССР, Ковалёв, Анатолий Анатольевич, зав. лабораториями ИЭ АН БССР; Петров Михаил Петрович, зам. директора, Степанов Сергей Иванович, Хоменко, Анатолий Васильевич, ст. н. с. ФТИАН имени А. Ф. Иоффе; Скориков, Виталий Михайлович, ст. н. с. ИОНХАН имени Н. С. Курнакова, — за фундаментальные исследования фоторефрактивных и жидких кристаллов для оптических систем обработки информации
3. Заболотская, Евгения Андреевна, мл. н. с. ИОФАН; Зарембо, Лев Константнович, ст. н. с., Красильников, Владимир Александрович, зав. кафедрой, Руденко, Олег Владимирович, доцент МГУ имени М. В. Ломоносова; Зверев, Виталий Анатольевич, ч.-к. АН СССР, зам. директора, Островский, Лев Аронович, зав. лабораторией, Калачёв, Алексей Иванович, ст. н. с. ИПФАН; Лямшев, Леонид Михайлович, зам. директора, Римский-Корсаков, Андрей Владимирович, зав. отделом, Наугольных, Константин Александрович, зав. сектором, сотрудники АИАН имени Н. Н. Андреева; Тимошенко, Владимир Иванович, зав. кафедрой Таганрогского РТИ имени В. Д. Калмыкова, Хохлов, Рем Викторович (посмертно) — за цикл работ «Разработка физических основ нелинейной акустики и её приложений» (1955—1983)
4. Бахвалов, Николай Сергеевич, ч.-к. АН СССР, зав. кафедрой, Победря, Борис Ефимович, профессор МГУ имени М. В. Ломоносова; Болотин, Владимир Васильевич, ч.-к. АН СССР, зав. лабораторией ИМАН имени А. А. Благонравова; Гузь, Александр Николаевич, академик АН УССР, директор ИМ АН УССР; Дудченко, Александр Александрович, доцент МАИ имени С. Орджоникидзе; Ершов, Николай Петрович, зав. кафедрой ЧПИ; Миткевич, Александр Болеславович, доцент, Шевченко, Сергей Николаевич, ст. н. с. МАТИ имени К. Э. Циолковского; Тамуж, Витаут Петрович, ч.-к. АН Латвийской ССР, зам. директора, Малмейстер, Александр Кристапович, ч.-к. АН СССР; Тарнопольский, Юрий Матвеевич, руководители лабораторий, Тетерс, Гундарис Александрович, зав. отделом, сотрудники Института механики АН Латвийской ССР, — за цикл работ по созданию методов расчёта конструкций из композиционных материалов
5. Рождественский, Борис Леонидович, ст. н. с. ИПМАН имени М. В. Келдыша; Яненко, Николай Николаевич — за монографию «Системы квазилинейных уравнений и их приложения к газовой динамике» (1978, 2-е издание)
6. Нефёдов, Вадим Иванович, зав. лабораторией ИОНХАН имени Н. С. Курнакова; Немошкаленко, Владимир Владимирович, академик АН УССР, зам. директора Института металлофизики АН УССР; Алёшин, Валентин Григорьевич, зав. отделом Института сверхтвёрдых материалов АН УССР; Кулаков, Владимир Михайлович, ст. н. с. ИАЭ имени И. В. Курчатова; Трапезников, Виктор Александрович, директор, Шабанова, Ирина Николаевна, зав. лабораторией ФТИ УрНЦ АН СССР; Каплан, Илья Григорьевич, зав. отделом НИИФХИ имени Л. Я. Карпова; Акимов, Алексей Георгиевич, ст. н. с. ИФХАН; Вилесов, Фёдор Иванович — за цикл работ «Разработка метода фотоэлектронной спектроскопии и его применение в науке и технике» (1961—1983)
7. Волохина, Александра Васильевна, Иовлева, Маргарита Михайловна, Куличихин, Валерий Григорьевич, зав. лабораториями , Папков, Сергей Прокофьевич, зав. отделом НПО «Химволокно»; Платэ, Николай Альфредович, ч.-к. АН СССР, директор ИНХСАН имени А. В. Топчиева; Шибаев, Валерий Петрович, профессор МГУ имени М. В. Ломоносова; Френкель, Сергей Яковлевич, зав. отделом, Штенникова, Ирина Николаевна, ст. н. с. ИВМСАН, — за цикл работ «Физическая химия синтетических жидкокристаллических полимеров» (1968—1983)
8. Разуваев, Григорий Алексеевич, директор, Абакумов, Глеб Арсентьевич, зам. директора, Черкасов, Владимир Кузьмич, ст. н. с. ИХАН; Кабачник, Мартин Израилевич, зав. лабораторией, Бубнов, Николай Николаевич, Солодовников, Станислав Пантелеймонович, Прокофьев, Александр Иванович, ст. н. с. ИЭОСАН имени А. Н. Несмеянова; Климов, Евгений Семёнович, ст. н. с. НИИФХИ РГУ имени М. А. Суслова; Ершов, Владимир Владимирович, зав. лабораторией ИХФ, — за цикл работ «Синтез, строение, реакционная способность и применение орто-семихиноновых комплексов переходных и непереходных элементов» (1971—1983)
9. Абдулин, Айтмухамед Абдуллаевич, директор, Ли, Виталий Гаврилович, Паталаха, Евгений Иванович, зам. директора, Каюпов, Арыктай Каюпович, Щерба, Григорий Никифорович, зав. отделами, Ляпичев, Георгий Филиппович, Мирошниченко, Леонид Александрович, зав. лабораториями, сотрудники Института геологических наук имени К. И. Сатпаева АН Казахской ССР; Попов, Виктор Васильевич, нач. отдела Госплана СССР; Нарсеев, Валерий Александрович, директор ЦНИГРИЦБМ; Акишев, Токиш Акишевич, ген. директор Казахского ПГО по геофизическим работам, — за цикл работ «Металлогения Казахстана и комплексные исследования главнейших горнорудных регионов» (1968—1983)
10. Айриян, Арсен Петросович, гл. врач участковой больницы села Армаш Араратского района АрмССР; Белов, Сергей Иванович, доцент ВМИ; Вершинский, Борис Васильевич, ст. н. с. ЛНИИЭМ имени Л. Пастера; Келлер, Артур Артурович, нач. отдела, Соколов, Николай Константинович, доцент ВМА имени С. М. Кирова; Прохоров, Борис Борисович, ст. н. с. лаборатории мониторинга природной среды и климата; Игнатьев, Евгений Иванович, бывший зав. сектором СОПС при Госплане СССР; Райх, Елена Львовна, ст. н. с. ИГАН; Щепин, Олег Прокопьевич, 1-й зам. МЗ СССР; Фельдман, Ефим Соломонович, зав. кафедрой ТГПИ имени Т. Г. Шевченко; Шошин, Алексей Алексеевич, Подолян, Владимир Яковлевич — за разработку теории и методов медицинской географии и внедрение их в практику народного хозяйства
11. Аврова, Наталия Фёдоровна, ст. н. с., Крепс, Евгений Михайлович, зав. лабораторией ИЭФБХАН имени И. М. Сеченова; Бергельсон, Лев Давыдович, ч.-к. АН СССР, зав. лабораторией, Дятловицкая, Элла Вольфовна, Молотковский, Юлиан Георгиевич, ст. н. с. ИБХАН имени М. М. Шемякина; Швец, Виталий Иванович, проректор, Евстигнеева, Рима Порфирьевна, ч.-к. АН СССР, зав. кафедрой, Звонкова, Елена Николаевна, Серебренникова, Галина Андреевна, профессора, сотрудники МИТХТ имени М. В. Ломоносова; Сенников, Георгий Антонович, директор, Краснопольский, Юрий Михайлович, нач. ЦЗЛ Харьковского предприятия по производству бактерийных препаратов; Хлябич, Георгий Николаевич, нач. управления МЗ СССР, — за цикл работ «Структура и функции липидов» (1965—1983)
12. Бехтерева, Наталья Петровна, руководитель работы, директор, Илюхина, Валентина Александровна, Смирнов, Владимир Михайлович, руководители лабораторий, Гоголицын, Юрий Львович, Кропотов, Юрий Дмитриевич, Камбарова, Диляра Курбановна, Аничков, Андрей Дмитриевич, ст. н. с. НИИЭМ АМН; Аладжалова, Нина Александровна, ст. н. с. ИПАН, — за фундаментальные исследования по физиологии головного мозга человека
13. Иванов, Вадим Тихонович, Быстров, Владимир Фёдорович, ч.-к. АН СССР, зам. директора, Цетлин, Виктор Ионович, Гришин, Евгений Васильевич, ст. н. с. ИБХАН имени М. М. Шемякина; Ташмухамедов, Бекжан Айбекович, зав. отделом АН Узбекской ССР; Лишко, Валерий Казимирович, директор Института биохимии имени А. В. Палладина АН УССР; Можаева, Галина Николаевна, зав. сектором ИЦАН; Худый-Ходоров, Борис Израилевич, руководитель лаборатории ИХАМН имени А. В. Вишневского, — за цикл работ «Нейротоксины как инструменты исследования молекулярных механизмов генерации нервного импульса» (1973—1983)
14. Кузнецов, Сергей Иванович, ч.-к. АН СССР, зав. отделом ИМАН, — за цикл работ «Микрофлора озёр и её геохимическая деятельность» (1970—1981)
15. Правдин, Леонид Фёдорович, профессор-консультант ВНПО по лесному семеноводству и сортоиспытанию лесных пород, — за цикл работ по лесной генетике, селекции и семеноводству (1964—1975)
16. Кызласов, Леонид Романович, профессор МГУ имени М. В. Ломоносова, — за цикл работ «История и археология Южной Сибири и Центральной Азии» (1960—1980)
17. Тетерин, Прокопий Кириллович, ст. н. с. ЦНИИЧМ имени И. П. Бардина, — за монографии «Теория периодической прокатки» (1978) и «Теория поперечной и винтовой прокатки» (1983)

### В области техники
1. Василенко, Владимир Петрович, зам. нач. Министерства геологии РСФСР; Лаврик, Николай Иванович, бывший ген. директор, Куприенко, Иван Леонтьевич, Распопов, Владимир Михайлович, нач. отделов, Даровских, Игорь Николаевич, зам. нач. отдела, Рынков, Владимир Семёнович, гл. гидролог экспедиции, Петайчук, Михаил Васильевич, ст. гидрогеолог отдела экспедиции, Скрипко, Иван Фёдорович, нач. партии, Возняковский, Александр Станиславович, гл. гидрогеолог партии, Поляков, Григорий Григорьевич, буровой мастер, Мотин, Анатолий Захарович, бурильщик, работники Приморского ПГО; Шарапанов, Николай Николаевич, нач. партии комплексной гидрогеологической экспедиции ВНИИГГИ, — за открытие и эффективную разведку крупного месторождения подземных вод для Владивостока и других населённых пунктов юга Приморского края
2. Голубев, Николай Николаевич, гл. геолог партии, Морозов, Виталий Васильевич, ст. геолог отдела, Егорушков, Анатолий Николаевич, ст. геолог партии, Макарьин, Василий Иванович, вышмонтажник, работники Карельской комплексной ГРЭ; Мошков, Евгений Иванович, гл. геолог партии Мурманской ГРЭ; Хрусталёв, Николай Николаевич, ген. директор, Беляев, Кирилл Давыдович, бывший нач., Тушевский, Евгений Людвигович, нач. отдела Северо-Западного ПГО; Макарова, Зоя Александровна, бывший ст. н. с. ВНИГИ имени А. П. Карпинского; Патковская, Наталия Андреевна, ст. н. с. ВНИПИМОПИ; Иванов, Пётр Иванович, техник-геологоразведчик,; Кратц, Кауко Оттович, чл.-корр. АН СССР, — за открытие и разведку Костомукшского железорудного месторождения в Карельской АССР
3. Воронин, Дмитрий Семёнович, зам. гл. энергетика ММК имени В. И. Ленина; Грызлин, Рудольф Михайлович, гл. энергетик НЛМК имени Ю. В. Андропова; Толочко, Алексей Иванович, директор, Холодный, Владимир Авраамович, зам. директора, Пантелят, Гарри Семёнович, зав. лабораторией, Ерохин, Александр Васильевич, гл. инженер, Шевчук, Владимир Онуфриевич, зам. гл. инженера, работники ВНИПИ по очистке технологимческих газов, сточных вод и использованию вторичных энергоресурсов предприятий чёрной металлургии; Пономарёв, Виктор Георгиевич, руководитель лаборатории ВНИВКГСИГ; Плотников, Пётр Иванович, бывший зам. нач. отдела ВПОМП, — за разработку и внедрение замкнутых систем оборотного водоснабжения предприятий чёрной металлургии
4. Бибиков, Анатолий Иванович, гл. технолог, Красько, Александр Борисович, зам. директора, Ушаков, Александр Николаевич, нач. отдела, Жерновой, Александр Николаевич, Краснощёк, Виктор Петрович, Малик, Афанасий Петрович, нач. бюро, работники ДКЗ имени К. Е. Ворошилова; Волков, Пётр Сергеевич, нач. отдела ГУ Госкомсельхозтехники СССР; Коробейников, Александр Тихонович, директор Кубанского НИИ по испытанию тракторов и с/х машин; Резцов, Иван Степанович, гл. механик отдела ГУ МСХ СССР; Шабранский, Валерий Анатольевич, нач. отдела ВНИИ по испытанию машин и оборудования для животноводства и кормопроизводства, — за разработку и внедрение в с/х производство самоходного свёклопогрузчика-очистителя высокой производительности СПС-4,2
5. Баринов, Геннадий Михайлович, нач. сектора, Савков, Евгений Дмитриевич, директор, Герберг, Александр Наумович, сотрудники НИИ; Исаков, Юрий Фёдорович, академик АМН СССР, зам. МЗ СССР; Кузнецов, Анатолий Александрович, зав. лабораторией ИХФ; Фёдоров, Владимир Дмитриевич, ч.-к. АМН СССР, директор, Одарюк, Тамара Семёновна, зав. отделением НИИ проктологии; Рыков, Владимир Иннокентьевич, доцент ЦИУВ; Степанов, Эдуард Александрович, профессор 2 ММИ имени Н. И. Пирогова; Шабанов, Александр Михайлович, зав. кафедрой КМИ; Кондрашин, Николай Иванович, директор ЦНИИ протезирования и протезостроения; Гераськин, Вячеслав Иванович (посмертно) — за разработку и внедрение в клиническую практику новых методов проведения операций с использованием магнито-механических систем при заболеваниях ЖКТ и деформациях грудной клетки
6. Каверина, Наталия Вениаминовна, руководитель отдела, Гриценко, Анна Никитична, Сенова, Злата Петровна, Лысковцев, Валентин Викторович, ст. н. с. НИИ фармакологии АМН СССР; Розенштраух, Леонид Валентинович, руководитель лаборатории, Сметнев, Александр Сергеевич, руководитель отдела, Анюховский, Евгений Павлович, ст. н. с. ВКНЦ АМН СССР; Пенке, Илмар Хариевич, ген. директор Олайнского ПХФО; Чихарев, Валерий Николаевич, ведущий инженер ГУ при МЗ СССР; Журавлёв, Семён Владимирович — за создание и внедрение в медицинскую практику новой группы высокоэффективных препаратов для профилактики и лечения нарушений сердечного ритма
7. Коновалов, Александр Николаевич, директор, Филатов, Юрий Михайлович, руководитель отделения Института нейрохирургии имени академика Н. Н. Бурденко АМН СССР; Хилько, Виталий Александрович, нач. кафедры, Самотокин, Борис Александрович, профессор-консультант ВМА имени С. М. Кирова; Кандель, Эдуард Израилевич, руководитель отделения Института неврологии АМН СССР; Злотник, Эфраим Исаакович, руководитель отдела Белорусского НИИ неврологии, нейрохирургии и физиотерапии; Никифоров, Борис Михайлович, профессор ЛПМИ; Кикут, Раймонд Петрович, профессор РМИ, — за разработку и внедрение в практику методов хирургического лечения аневризм сосудов головного мозга
8. Кузин, Михаил Ильич, руководитель работы, директор, Сологуб, Владимир Константинович, зам. директора, Костюченко, Борис Михайлович, руководитель отделения, Светухин, Алексей Михайлович, Матасов, Валерий Михайлович, ст. н. с., Гасанов, Тофик Мамед оглы, мл. н. с. Института хирургии имени А. В. Вишневского АМН СССР; Антоненко, Григорий Семёнович, ген. директор, Тихий, Владимир Григорьевич, нач. СКТБ, Лемберг, Марк Элеазарович, гл. конструктор проекта, Цаплев, Вячеслав Павлович, бригадир слесарей, работники Одесского ПО холодильного машиностроения; Любимченко, Юрий Дмитриевич, зам. нач. отдела НПО, — за разработку и внедрение в клиническую практику методов и техники для лечения ран и ожогов в абактериальной регулируемой воздушной среде
9. Миронова, Зоя Сергеевна, Каптелин, Алексей Фёдорович, научные консультанты, Баднин, Иван Аверьянович, руководитель отделения ЦИТО имени Н. Н. Приорова; Лещинский, Аркадий Филиппович, руководитель лаборатории, Кравченко, Анатолий Александрович, руководитель группы Одесского НИИ курортологии; Терновой, Константин Сергеевич, академик АН УССР, нач. 4-го ГУ при МЗ УССР; Юмашев, Георгий Степанович, зав. кафедрой 1 ММИ имени И. М. Сеченова, — за разработку и внедрение в клиническую практику методов восстановительного лечения при травмах и заболеваниях костно-суставного аппарата
10. Пачес, Александр Ильич, руководитель отделения, Шенталь, Виктор Валентинович, Михайловский, Андрей Владимирович, ст. н. с. ВОНЦ АМН СССР; Птуха, Тамара Петровна, зав. лабораторией ВНИИИИ медицинской техники; Желтов, Геннадий Иванович, зам. ген. директора НПО; Шалимов, Александр Алексеевич, академик АН УССР, директор Киевского НИИКЭХ; Муськин, Юрий Николаевич, нач. лаборатории НИИ; Земсков, Владимир Сергеевич, зав. кафедрой КМИ имени академика А. А. Богомольца; Кулаковский, Анджей (Польша), зам. директора, Ружицкий-Герлах, Веслав (Польша), врач-хирург Института онкологии имени М. Склодовской-Кюри (Варшава); Шмурло, Влодзимеж (Польша), нач. отделения НИЦ по медицинской технике (Варшава); Шальников, Александр Иосифович, ст. н. с. ИФПАН имени С. И. Вавилова, — за разработку и внедрение в клиническую практику методов и техники для криодеструкции злокачественных новообразований
11. Байбородов, Юрий Иванович, руководитель работы, доцент, Покровский, Игорь Борисович, ст. инженер, Ежов, Анатолий Николаевич, токарь, работники КАИ имени академика С. П. Королёва; Горин, Виталий Иванович, нач. ГУ МЭЭ СССР, Романов, Алексей Александрович, директор, Раковский, Сергей Васильевич, зам. гл. инженера Волжской ГЭС имени В. И. Ленина; Маненков, Юрий Алексеевич, гл. инженер, Морсков, Владимир Алексеевич, гл. конструктор Чебоксарского ЭМЗ запасных частей «Энергозапчасть»; Александров, Анатолий Евгеньевич, зам. нач. цеха ПО по наладке, совершенствованию технологии и эксплуатации электростанций и сетей «Союзтехэнерго», Лошкарёв, Владимир Павлович, гл. конструктор ПО «Уралэлектротяжмаш» имени В. И. Ленина; Устинов, Иван Фёдорович, директор Братской ГЭС имени 50-летия Великого Октября; Коднир, Давид Шмулевич — за разработку тяжелогруженных эластичных металлопластмассовых опор скольжения и внедрение их на гидроагрегатах крупнейших ГЭС
12. Блау, Владимир Иванович, гл. инженер, Сидоренков, Юрий Яковлевич, гл. конструктор, Балалаев, Виктор Дмитриевич, слесарь, работники Витебского ССЗ имени Коминтерна; Старцев, Николай Константинович, зав. отделом, Рык, Станислав Петрович, гл. конструктор, Штейман, Моисей Максимович, гл. конструктор проекта, Нанос, Михаил Исаакович, зав. сектором, работники Витебского СКБ зубообрабатывающих, шлифовальных и заточных станков; Титов, Геннадий Петрович, нач. КБ, Коротов, Юрий Николаевич, бригадир слесарей Егорьевского ССЗ «Комсомолец»; Юрченко, Владимир Клементьевич, зам. нач., Демьянович, Александр Кондратьевич, наладчик ПО «МТЗ имени В. И. Ленина»; Степанов Александр Васильевич, гл. технолог Смоленского автоагрегатного завода, — за создание и внедрение в промышленность высокопроизводительных автоматов, автоматических линий и автоматизированных комплексов для массового производства зубчатых колёс
13. Ермаков, Юрий Анатольевич, гл. конструктор станкостроения, Пугин, Николай Андреевич, ген. директор, Нечипервич, Леонид Брониславович, зам. гл. конструктора станкостроения, Поляков, Анатолий Сергеевич, гл. инженер производства, Зуев, Михаил Павлович, зам. гл. инженера производства, Паркман, Ефим Рувимович, зам. директора, Пархоменко, Анатолий Григорьевич, нач. цеха Чураев, Владимир Михайлович, управляющий производством, Сидорин, Елисей Михайлович, Тарин, Михаил Константинович, бригадиры слесарей, Чичагов, Константин Константинович, бывший зам. нач. производства, работники ГАЗ, — за создание и внедрение в производство универсальных автоматических формовочных линий для изготовления литых заготовок
14. Прудовский, Борис Моисеевич, руководитель работы, зав. Московским сектором, Олеринский, Борис Иванович, зам. директора, Поздняков, Александр Петрович, зав. лабораторией, Архипов, Герман Алексеевич, зам. зав. отделом, сотрудники ЛНИКИХИММАШ; Елен, Ян, ведущий конструктор, Ечмен, Ярослав, бригадир слесарей завода «Бузулук» (г. Комаров, ЧССР); Белодед, Михаил Сергеевич, зам. ген. директора, Дудка, Константин Иванович, гл. технолог, Суханов, Анатолий Иванович, котельщик-сборщик, работники Уральского ПО химического машиностроения имени 50-летия СССР; Сазыкин, Валентин Васильевич, нач. ВПО по производству синтетического каучука; Назаров, Александр Изосимович, зам. гл. инженера Ефремовского завода синтетического каучука; Хисматуллин, Назип Исханович, гл. механик Нижнекамского ПО «Нижнекамскнефтехим», — за создание и промышленное внедрение автоматизированных линий для получения синтетических каучуков производительностью 1 тонна/час, 4 тонны/час и 8 тонн/час
15. Колотнев, Владимир Михайлович, нач., Герасун, Гарри Цалиевич, Абрамов, Анатолий Дмитриевич, нач. и групповой электромеханик пневмотранспортной установки, Вдовин, Сергей Иванович, Копалин, Василий Фёдорович, докеры-механизаторы 1 класса, работники Мурманского морского торгового порта; Климас, Геннадий Ануфриевич, нач. отдела, Розенкер, Файвель Ицкович, гл. инженер проекта Ленинградского филиала ГПИНИИ морсеого транспорта; Тихонов, Владимир Иванович, 1-й зам. ММФ СССР; Куликов, Валентин Иосифович, нач. ГУ МТС СССР; Вродливец, Юрий Максимович, нач. подотдела Днепродзержинского ВСЗ имени газеты «Правда»; Терентьев, Геннадий Григорьевич, электромонтажник Северного монтажного управления «Севмормонтаж», — за создание и внедрение в Мурманском порту технологического автоматизированного комплекса по перегрузке апатита
16. Грачёв, Михаил Александрович, руководитель работы, зав. лабораторией, Ливанов, Владимир Аркадьевич, зам. директора, Перельройзен, Михаил Петрович, Барам, Григорий Иосифович, мл. н. с., работники Новосибирского ИБХ СО АН СССР; Болванов, Юрий Андреевич, зав. сектором, Кузьмин, Сергей Владимирович, ведущий инженер-конструктор СКТБ специальной электроники и аналитического приборостроения СО АН СССР; Каргальцев, Виктор Викторович, ст. инженер, Купер, Эдуард Адольфович, ст. н. с. ИЯФ СО АН СССР; Киселёв, Юрий Михайлович, директор опытного завода СО АН СССР; Сандахчиев, Лев Степанович, ч.-к. АН СССР, директор ВНИИ молекулярной биологии; Сафронов, Олег Николаевич, зав. отделом Орловского ПО «Научприбор», — за создание метода микроколоночной жидкостной хроматографии, разработку и организацию производства микроколоночных жидкостных хроматографов «Обь-4» («Милихром»)
17. Гусев, Виктор Николаевич, бригадир монтажников радиоаппаратуры, Спиридонов, Виктор Александрович, ген. директор, Кошевой, Анатолий Андреевич, гл. конструктор, Георгизон, Евгений Борисович, ведущий конструктор, Остромухов, Яков Гершевич, нач. отдела, Руденко, Евгений Яковлевич, нач. сектора, работники Ростовского ПО «Горизонт»; Кузнецов, Николай Александрович, зам. директора ИПУ (автоматики и телемеханики); Тимофеев, Борис Васильевич, гл. инженер управления министерства; Усачёв, Пётр Григорьевич, капитан-наставник НПМ; Хлебников, Леонид Леонидович, капитан Ильичёвского морского торгового порта; Черняев, Роман Николаевич, зам. директора, Якушенков, Андрей Андреевич, зав. отделом ЦНИИМФ, — за разработку и внедрение на морском флоте систем автоматизации судовождения
18. Кузнецов, Валентин Евгеньевич, нач. КБ, Шклярова, Ирина Евгеньевна, нач. бюро ПО «ЭВМ комплекс»; Казаринов, Владимир Евгеньевич, директор, Кац, Михаил Яковлевич, зав. сектором ИЭЛАН имени А. Н. Фрумкина; Александров, Александр Анатольевич, зав. лабораторией ИМГАН; Бутрин, Борис Петрович, бывший зам. директора ВНИКИ систем ЧПУ; Храпченко, Сергей Фролович, нач. ВПО по производству счётных машин и средств программного обеспечения; Шутеев, Василий Иванович, директор, Кидало, Фёдор Антонович, нач. цеха Курского завода «Счётмаш»; Абрамович, Сергей Николаевич, нач. сектора Ленинградского НПО «Буревестник»; Шахвердов, Виктор Абрамович, гл. специалист, Серёгин, Юрий Николаевич, нач. подотдела ГВЦ Госплана СССР, — за создание и внедрение в народное хозяйство семейства проблемноориентированных вычислительных комплексов на основе мини-ЭВМ «Искра-226»
19. Абрамов, Владимир Михайлович, зам. нач. управления МЭМ СССР; Будылин, Борис Васильевич, гл. инженер, Говорушкин, Рэмир Никифорович, инженер ГУ ГК по использованию атомной энергии СССР; Гуревич, Леонид Владимирович, гл, инженер проекта Уральского отделения ВГНИПИИ по проектированию АЭС и крупных ТЭК; Долгов, Владимир Викторович, Шарапов, Валентин Николаевич, нач. лабораторий, Петров, Валентин Дмитриевич, ст. н. с. ФЭИ; Назаров, Михаил Фёдорович, зам. нач. цеха ПО «Ижорский завод» имени А. А. Жданова; Ножиков, Юрий Абрамович, нач. СУ строительства «Братскгэсстрой»; Солдатов, Герман Ефимович, зам. гл. инженера ВПО по атомной энергетике; Данилов, Александр Николаевич, бригадир слесарей Билибинской АЭС имени газеты «Комсомольская правда», — за создание Билибинской АТЭС
20. Вершинин, Юрий Николаевич, директор ГНИЭИ имени Г. М. Кржижановского; Врублевский, Лев Евгеньевич, гл. конструктор проекта, Жаворонков, Алексей Андреевич, нач. отдела опытного ПТП «Энерготехпром»; Джуварлы, Чингиз Мехтиевич, руководитель лаборатории, Дмитриев, Евгений Васильевич, ст. н. с. Института физики АН Азербайджанской ССР; Добжинский, Михаил Станиславович, Манчук, Руслан Владимирович, зав. секторами, Репях, Леонид Николаевич, ст. н. с. Сибирского НИИ энергетики; Шлейфман, Игорь Львович, зав. лабораторией НИЦ по испытанию высоковольтной аппаратуры, — за создание и организацию промышленного производства бетэловых резисторов для защиты от токов короткого замыкания ЕЭС СССР
21. Глазов, Станислав Сергеевич, Савич, Николай Александрович, Зайцев, Александр Леонидович, Карягин, Венедикт Павлович, Матюгов, Станислав Сергеевич, ст. н. с., Яковлев, Олег Изосимович, зав. лабораторией ИРЭ РАН; Иванов-Холодный, Гор Семёнович, зав. лабораторией ИПГ имени академика Е. К. Фёдорова; Кержанович, Виктор Валентинович, Краснопольский, Владимир Анатольевич, Черёмухина, Зинаида Петровна, ст. н. с., Мороз, Василий Иванович, зав. отделом, Мухин, Лев Михайлович, зав. лабораторией, работники ИКИАН, — за исследования атмосферы и ионосферы Венеры с помощью спускаемых аппаратов и спутников планеты.
22. Аранович, Виктор Львович, зам. директора, Деды, Владимир Юсуфович, гл. геолог, Насыров, Усман Мирахмедович, нач. рудника, Шилов, Александр Иванович, работники АГМК имени В. И. Ленина; Максимов, Владимир Алексеевич, нач. управления, Сусликов, Борис Филиппович, зам. нач. управления, Козлов, Геннадий Гаврилович, нач. партии ЦКГЭ, работники МЦМ СССР; Нагорный, Василий Яковлевич, ст. н. с., Пономарёв, Станислав Александрович, нач. отдела ВНИИРТ; Пономарёв, Леонид Фёдорович, директор, Реуцкий, Юрий Валерьянович, зам. гл. инженера, ЗСК имени 60-летия СССР; Булатов, Борис Павлович — за создание радиоизотопных установок для автоматического определения содержания цветных металлов в движущихся ёмкостях, сортировки и управления качества руды
23. Веселовский, Роман Александрович, зав. отделом, Федорченко, Евгений Иванович, ст. н. с., Трифонов, Николай Дмитриевич, директор опытного производства, Шанаев, Жорж Иванович, водолаз 1 класса, сотрудники ИХВМС АН УССР; Черняев, Валерий Давыдович, нач. ГУ МНП СССР, Забела, Константин Алексеевич, нач., Значков, Юрий Константинович, нач. группы, работники экспедиционного отряда подводно-технических работ; Шилакин, Анатолий Николаевич, нач. отдела ВОССТЭРФ, — за разработку и внедрение технологии восстановления нефтяных резервуаров, подводных трубопроводов и корпусов судов на основе применения специальных полимерных клеев
24. Лаптев, Анатолий Григорьевич, директор, Липкович, Владимир Абрамович, гл. конструктор проекта, Тамарин, Иосиф Исаевич, бывший гл. конструктор проекта, Попенко, Илья Васильевич, руководитель бригады, сотрудники Донецкого ГПКЭИКМШ; Гершун, Василий Терентьевич, слесарь Горловского МСЗ имени С. М. Кирова; Чичкан, Александр Андреевич, нач. ВПО угольного м ашиностроения; Захаров, Евгений Петрович, зам. нач. управления МУП УССР; Калмыков, Валерий Дмитриевич, бригадир машинистов шахты имени К. А. Румянцева, Пичковский, Валерий Михайлович, директор шахты имени В. И. Ленина Артёмовского ПО по добыче угля; Селинный, Владимир Иванович, нач., Ровицкий, Владимир Игнатьевич, нач. партии Львовско-Волынской ГРЭ, — за разработку, освоение серийного производства и внедрение высокопроизводительных машин «Стрела-68» и «Стрела-77» для проведения восстающих выработок
25. Кудинов, Владимир Михайлович, руководитель работы, ч.-к. АН УССР, зам. председателя ГК СССР по науке и технике; Арановский, Илья Моисеевич, зам. нач. ВО алюминиевой промышленности; Смирнов, Вадим Сергеевич, зам. директора, Артемьев, Владимир Иванович, ст. н. с. ВНИПИАМЭП; Глуховский, Василий Николаевич, гл. механик, Капитонов, Анатолий Данилович, гл. сварщик Николаевского глинозёмного завода имени XXVI съезда КПСС; Труфяков, Владимир Иванович, ч.-к. АН УССР; Петушков, Владимир Георгиевич, зав. отделом, Пащин, Александр Николаевич, зав. сектором ИЭС имени Е. О. Патона АН УССР; Абатуров, Пётр Ермилович, зам. гл. инженера, Дмитриев, Евгений Николаевич, гл. механик Павлодарского алюминиевого завода имени 50-летия СССР, — за разработку и внедрение новой технологии обработки взрывом сварных соединений крупногабаритного оборудования и металлоконструкций
26. Сутурин, Серафим Николаевич, рукоовдитель работы, зам. нач. ВОСЦОП ; Арзамасцев, Юрий Семёнович, зав. группой ЦНИИОП; Долгов, Анатолий Владимирович, ст. н. с. ИГД имени М. А. Лаврентьева СО АН СССР; Селиванов, Иван Михайлович, директор, Корюков, Юрий Степанович, Степанов, Георгий Иннокентьевич, нач. цехов, Сизых, Николай Георгиевич, нач. отдела, Дьяков, Виталий Евгеньевич, нач. отделения цеха, Клевакин, Алексей Алексеевич, работники НОК; Есютин, Владимир Сергеевич, зав. лабораторией ИМО АН Казахской ССР; Орлов, Геннадий Иванович, нач. СПКТБ ПО «Сибэлектротерм»; Семёнов, Александр Ефимович, зам. директора ГНИПКИ гидрометаллургии цветных металлов, — за разработку и внедрение оборудования и технологии комплексной переработки оловосодержащего сырья
27. Такежанов, Саук Темирбаевич, руководитель работы, МЦМ Казахской ССР, Алибаев, Булат Мурзагалиевич, зам. нач. управления того же министерства; Куленов, Ахат Салемхатович, директор, Насыров, Вильдан Анурович, нач. цеха, Баянжанов, Турсунгалий Шакирович, зам. нач. цеха, Толстоухов, Николай Павлович, мастер, работники УКСЦК имени В. И. Ленина; Гиганов, Георгий Петрович, зав. лабораторией ГНИИЦМ; Холькин, Анатолий Иванович, директор, Пашков, Геннадий Леонидович, зам. директора ИХХТ СО АН СССР; Сергиевский, Валерий Владимирович, зав. отделом ГНИПИХП; Ягодин, Геннадий Алексеевич, ч.-к. АН СССР, зав. кафедрой МХТИ имени Д. И. Менделеева, — за разработку и внедрение экстракционных процессов, обеспечивших повышение комплексности использования полиметаллического сырья, и создание на УКСЦК имени В. И. Ленина производства редких металлов
28. Аракелян, Сергей Карапетович, зам. МСПНГП СССР; Ермолин, Анатолий Яковлевич, гл. инженер ВСМО по сооружению подводных речных переходов трубопроводов; Пелипенко, Владимир Георгиевич, гл. инженер управления треста «Востокподводтрубопроводстрой»; Станевич, Станислав Иванович, нач. участка треста «Сургутподводтрубопроводстрой»; Желудков, Николай Николаевич, гл. специалист ГНИПКИ «Южниигипрогаз»; Камышев, Михаил Алексеевич, зав. отделом ВНИИСМТ; Кенегесов, Юрий Туреханович, нач. отдела ГТУ по транспортировке и поставкам газа «Главвостоктрансгаз»; Колотилин, Анатолий Никитович, зам. МГП СССР; Сушкин, Александр Михайлович, гл. конструктор СКБ «Газстроймашина»; Горяинов, Юрий Афанасьевич, зам. нач. ВПО по добыче газа в Тюменской области; Бабин, Александр Николаевич, гл. инженер проекта ГИПТРТ, — за проектирование и строительство подводных переходов повышенной надёжности ТКЗП Уренгой-Помары-Ужгород
29. Сторожинский, Александр Михайлович, руководитель работы, зам. нач. ГУ ПСМСД при Мосгорисполкоме; Антонов, Виталий Тихонович, директор завода строительных красок и мастик; Баев, Василий Андреевич, управляющий РПТТ «Росорггражданстрой»; Батраков, Владимир Григорьевич, зав. сектором НИИ бетона и железобетона; Северный, Вадим Владимирвоич, Гриневич, Клавдия Петровна, нач. лабораторий ГНИИХТЭОС; Жданов, Александр Александрович, зав. лабораторией ИЭОСАН имени А. Н. Hесмеянова; Уфимцев, Николай Григорьевич, гл. инженер Данковского ХЗ имени академика К. А. Aндрианова; Холодков, Анатолий Тимофеевич, директор Запорожского завода «Кремнийполимер»; Белоусов, Евгений Дмитриевич, директор НИИ московского строительства Главмосстроя при Мосгорисполкоме, — за разработку и внедрение в строительство комплекса композиционных кремнийорганических материалов
30. Бызов Борис Ефимович, генерал-полковник, начальник военно-топографического управления Генштаба ВС СССР, полковники Д. М. Парыгин, П. С. Павлов, подполковник В. С. Романов, — за разработку и внедрение фотограмметрического комплекса «Аналит»

- Батухтин, Валентин Дмитриевич, математик
- Грядущий, Борис Абрамович
- Звонкова, Елена Михайловна, химик
- Колесников, Иван Степанович
- Майборода, Леонид Александрович
- Негин, Виктор Аркадьевич
- Персонов, Роман Иванович — за работы по лазерному возбуждению замороженных растворов
- Семёнов, Юрий Павлович
- Тимченко, Владимир Александрович — за работу в области космической техники

### За учебники
Для высших учебных заведений
1. Базаров, Иван Павлович, профессор МГУ имени М. В. Ломоносова, — за учебник «Термодинамика» (1983, 3-е издание)
2. Заказнов, Николай Петрович, зав. кафедрой, Кирюшин, Станислав Иванович, Кузичев, Владимир Иванович, доценты МВТУ имени Н. Э. Баумана; Бегунов, Борис Николаевич — за учебник «Теория оптических систем» (1981, 2-е издание)
3. Кудрявцев, Вадим Михайлович, зав. кафедрой, Поляев, Владимир Михайлович, профессор МВТУ имени Н. Э. Баумана; Курпатенков, Вячеслав Данилович, профессор МАИ имени С. Орджоникидзе; Обельницкий, Александр Моисеевич, профессор ВЗМИ; Кузнецов, Владимир Алексеевич, зам. нач. отделения НИИ; Васильев, Анатолий Павлович — за учебник «Основы теории и расчёта жидкостных двигателей» (1983, 3-е издание)

Для средних специальных учебных заведений
1. Якубовский, Юрий Владимирович, Ляхов, Лев Львович, профессора МГРИ имени С. Орджоникидзе, — за учебник «Электроразведка» (1982, 4-е издание)